# IndyCar Series 2011

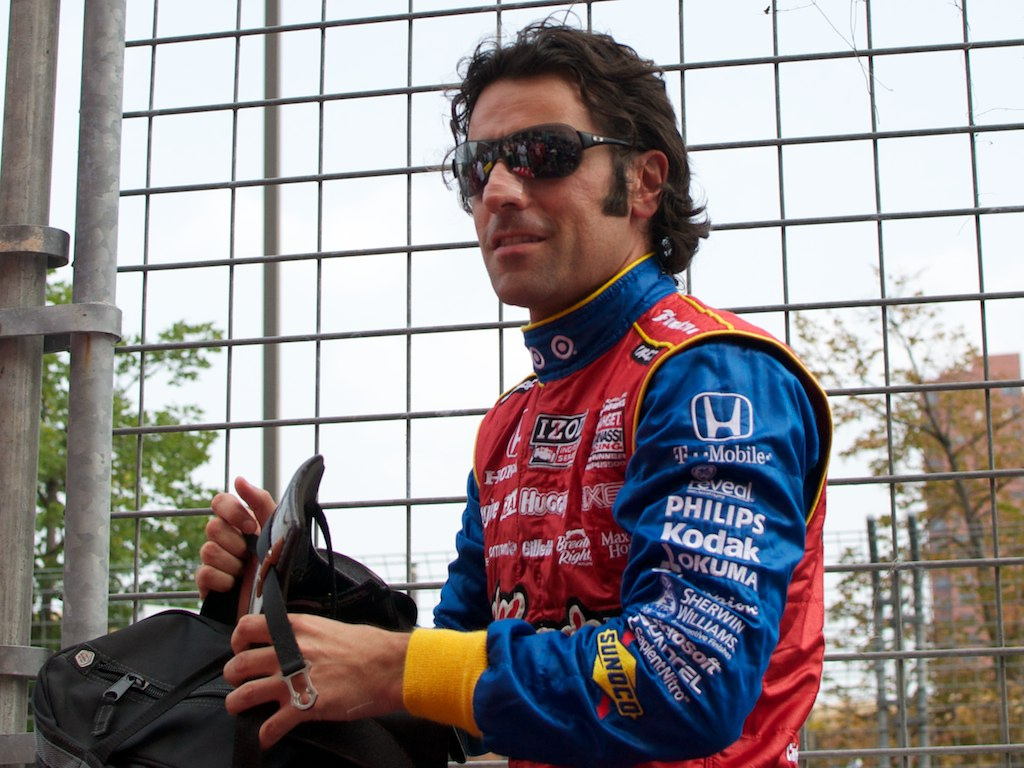
Der Sieger der IndyCar Series 2011: Dario Franchitti

Die IndyCar Series 2011 war die 16. Saison der IndyCar Series und die 90. Meisterschaftssaison im US-amerikanischen Formelsport. Es wurden 18 Rennen an 17 Rennwochenenden ausgetragen. Die Saison begann am 27. März in Saint Petersburg und endete am 16. Oktober in Las Vegas.
Dario Franchitti gewann zum vierten Mal die Gesamtwertung. Er setzte sich mit 573 zu 555 Punkten gegen Will Power durch. Die beiden Piloten wechselten sich während der Saison mehrfach auf der Führungsposition ab. James Hinchcliffe wurde Rookie of the year. Power erhielt die Mario-Andretti-Trophäe für den besten Fahrer auf Straßenkursen und Scott Dixon die A.J.-Foyt-Trophäe für den besten Piloten auf den Ovalkursen. Dan Wheldon gewann das Indianapolis 500.
Die Saison wurde durch den tödlichen Unfall Dan Wheldons beim Saisonfinale auf dem Las Vegas Motor Speedway überschattet, der zum Rennabbruch führte.

## Regeländerungen

### Sportliche Änderungen
Ab 2011 wurde die Regel der Double-Wide-Restarts auf den Ovalkursen eingeführt. In einer Gelbphase reihten sich die überrundeten Piloten hinter den Fahrzeugen in der Führungsrunde ein. Somit wurde verhindert, dass überrundete Piloten beim Restart eine entscheidende Rolle spielen. Die Fahrzeuge würden sich in der letzten Runde unter gelber Flagge gemäß der aktuellen Reihenfolge positionieren. Der führende Pilot musste dabei die innere Bahn wählen. Außerdem wurde eine Commitment-Line bei der Boxeneinfahrt durch Warnhütchen markiert. So wurden Piloten, die sich auf den Weg an die Box befinden, jedoch noch nicht in der Boxengasse sind, nicht mehr benachteiligt, falls es spontan zu einer Gelbphase kam. Bei diesen beiden Änderungen orientierte man sich an der NASCAR.
Die Reihenfolge in der Boxengasse wurde nicht mehr mittels des Punktestands ermittelt, sondern orientierte sich an der Startaufstellung des vorherigen Rennens. Somit sollten Piloten, die ein gutes Qualifying absolviert haben, belohnt werden.
Das erste freie Training dauerte ab der Saison 2011 75 Minuten. In den ersten 45 Minuten durften nur Neulinge und Piloten, die nicht innerhalb der ersten zehn der Fahrerwertung lagen, teilnehmen. Diese Piloten erhielten für diesen Zeitraum einen weiteren Satz Reifen. Für die restlichen 30 Minuten durften auch die jeweils besten zehn Piloten teilnehmen. Im Nicht-Oval-Qualifying, das weiterhin aus drei Abschnitten bestand, durften die Piloten in jedem Abschnitt nur einen Satz Reifen verwenden. Es wurde weiterhin zwischen weichen („Reds“) und härteren („Blacks“) Reifen unterschieden. Um sich für das Rennen zu qualifizieren, durfte die Qualifikationszeit eines Piloten höchstens 105 % der schnellsten Runde betragen. Zuvor galt eine 107-Prozent-Regel.
Vor der Saison gab es Überlegungen das Starterfeld für jedes IndyCar-Rennen, ausschließlich des Indianapolis 500 und des Saisonfinales, auf 26 Teilnehmer zu limitieren. Kurz vor Saisonbeginn distanzierte sich die IndyCar Series allerdings wieder von dieser Idee und führte das Limit nicht ein.

## Teams und Fahrer
Alle Teams benutzen Chassis von Dallara, Motoren von Honda und Reifen von Firestone.
| Team                                      | Nr. | Fahrer                 | Veranstaltung      |
| ----------------------------------------- | --- | ---------------------- | ------------------ |
| Target Chip Ganassi Racing                | 09  | Scott Dixon            | 1–17               |
| Target Chip Ganassi Racing                | 10  | Dario Franchitti       | 1–17               |
| Service Central Chip Ganassi Racing       | 38  | Graham Rahal           | 1–17               |
| Novo Nordisk Chip Ganassi Racing          | 83  | Charlie Kimball        | 1–17               |
| Team Penske                               | 03  | Hélio Castroneves      | 1–17               |
| Team Penske                               | 06  | Ryan Briscoe           | 1–17               |
| Team Penske                               | 12  | Will Power             | 1–17               |
| Andretti Autosport                        | 07  | Danica Patrick         | 1–17               |
| Andretti Autosport                        | 26  | Marco Andretti         | 1–17               |
| Andretti Autosport                        | 27  | Mike Conway            | 1–17               |
| Andretti Autosport                        | 28  | Ryan Hunter-Reay       | 1–17               |
| Panther Racing                            | 04  | J. R. Hildebrand       | 1–17               |
| Panther Racing                            | 44  | Buddy Rice             | 5, 16, 17          |
| Dreyer & Reinbold Racing                  | 11  | Davey Hamilton         | 5, 6, 17           |
| Dreyer & Reinbold Racing                  | 22  | Justin Wilson          | 1–11               |
| Dreyer & Reinbold Racing                  | 22  | Simon Pagenaud         | 11                 |
| Dreyer & Reinbold Racing                  | 22  | Tomas Scheckter        | 12                 |
| Dreyer & Reinbold Racing                  | 22  | Giorgio Pantano        | 13–15              |
| Dreyer & Reinbold Racing                  | 22  | Townsend Bell          | 16, 17             |
| Dreyer & Reinbold Racing                  | 23  | Paul Tracy             | 5                  |
| Dreyer & Reinbold Racing                  | 24  | Ana Beatriz            | 1, 3–17            |
| Dreyer & Reinbold Racing                  | 24  | Simon Pagenaud         | 2                  |
| A. J. Foyt Enterprises                    | 14  | Vitor Meira            | 1–17               |
| A. J. Foyt Enterprises                    | 41  | Bruno Junqueira        | 5                  |
| A. J. Foyt Enterprises                    | 41  | Ryan Hunter-Reay       | 5                  |
| Dragon Racing                             | 08  | Paul Tracy             | 3, 6, 9, 10, 17    |
| Dragon Racing                             | 08  | Ho-Pin Tung            | 5                  |
| Dragon Racing                             | 20  | Patrick Carpentier     | 5                  |
| Dragon Racing                             | 20  | Scott Speed            | 5                  |
| Dragon Racing                             | 88  | Ho-Pin Tung            | 13                 |
| KV Racing Technology - Lotus              | 05  | Takuma Satō            | 1–17               |
| KV Racing Technology - Lotus              | 59  | E. J. Viso             | 1–17               |
| KV Racing Technology - Lotus              | 82  | Tony Kanaan            | 1–17               |
| Dale Coyne Racing                         | 18  | James Jakes            | 1–17               |
| Dale Coyne Racing                         | 19  | Sébastien Bourdais     | 1–4, 9–11, 13–15   |
| Dale Coyne Racing                         | 19  | Alex Lloyd             | 5–8, 12, 16, 17    |
| Newman/Haas Racing                        | 02  | Oriol Servià           | 2–17               |
| Newman/Haas Racing                        | 02  | Oriol Servià           | 1                  |
| Newman/Haas Racing                        | 06  | James Hinchcliffe      | 2–17               |
| Nuclear Clean Air Energy HVM Racing       | 78  | Simona de Silvestro    | 1–17               |
| Nuclear Clean Air Energy HVM Racing       | 78  | Simon Pagenaud         | 13                 |
| Conquest Racing                           | 34  | Sebastian Saavedra     | 1–14, 17           |
| Conquest Racing                           | 34  | João Paulo de Oliveira | 15                 |
| Conquest Racing                           | 34  | Dillon Battistini      | 16                 |
| Conquest Racing                           | 36  | Pippa Mann             | 5                  |
| Sarah Fisher Racing                       | 57  | Tomas Scheckter        | 17                 |
| Sarah Fisher Racing                       | 67  | Ed Carpenter           | 5–8, 11–14, 16, 17 |
| Richard Petty/Andretti Autosport          | 43  | John Andretti          | 5                  |
| Rahal Letterman Lanigan Racing            | 15  | Jay Howard             | 17                 |
| Rahal Letterman Lanigan Racing            | 30  | Bertrand Baguette      | 5                  |
| Rahal Letterman Lanigan Racing            | 30  | Pippa Mann             | 12, 16, 17         |
| Sam Schmidt Motorsports                   | 17  | Martin Plowman         | 11, 13, 14         |
| Sam Schmidt Motorsports                   | 17  | Hideki Mutoh           | 15                 |
| Sam Schmidt Motorsports                   | 17  | Wade Cunningham        | 16, 17             |
| Sam Schmidt Motorsports                   | 77  | Alex Tagliani          | 1–15               |
| Sam Schmidt Motorsports                   | 77  | Dan Wheldon            | 16, 17             |
| Sam Schmidt Motorsports                   | 88  | Jay Howard             | 5, 6               |
| Sam Schmidt Motorsports                   | 99  | Townsend Bell          | 5                  |
| Sam Schmidt Motorsports                   | 99  | Wade Cunningham        | 6                  |
| Bryan Herta Autosport with Curb/Agajanian | 98  | Dan Wheldon            | 5                  |
| Bryan Herta Autosport with Curb/Agajanian | 98  | Alex Tagliani          | 17                 |
| AFS Racing                                | 17  | Raphael Matos          | 1–5                |
| SH Racing                                 | 07  | Tomas Scheckter        | 5, 14              |

Anmerkungen
1. ↑  Das Auto wird zusammen mit AFS Racing eingesetzt.
2. ↑  Das Auto wurde beim Indianapolis 500 zusammen mit KV Racing Technology und wird in Baltimore zusammen mit Dreyer & Reinbold Racing eingesetzt.

### Änderungen bei den Fahrern
Die folgende Auflistung enthält alle Fahrer, die an der IndyCar-Series-Saison 2010 teilgenommen haben und in der Saison 2011 nicht für dasselbe Team wie 2010 starteten.
Fahrer, die ihr Team gewechselt haben:
- Bertrand Baguette: Conquest Racing → Rahal Letterman Lanigan Racing
- Ed Carpenter: Panther Racing → Sarah Fisher Racing
- Mike Conway: Dreyer & Reinbold Racing → Andretti Autosport
- Davey Hamilton: de Ferran Dragon Racing → Dreyer & Reinbold Racing
- J. R. Hildebrand: Dreyer & Reinbold Racing → Panther Racing
- Jay Howard: Sarah Fisher Racing → Sam Schmidt Motorsports
- Bruno Junqueira: FAZZT Race Team → A. J. Foyt Enterprises
- Tony Kanaan: Andretti Motorsport → KV Racing Technology - Lotus
- Raphael Matos: de Ferran Dragon Racing → AFS Racing
- Hideki Mutoh: Newman/Haas Racing → Sam Schmidt Motorsports
- Graham Rahal: Newman/Haas Racing → Chip Ganassi Racing
- Tomas Scheckter: Conquest Racing → SH Racing
- Alex Tagliani: FAZZT Race Team → Sam Schmidt Motorsports
- Paul Tracy: Dreyer & Reinbold Racing → Dragon Racing
- Dan Wheldon: Panther Racing → Bryan Herta Autosport

Fahrer, die in die IndyCar Series einsteigen bzw. zurückkehren:
- Dillon Battistini: Indy Lights (Bryan Herta Autosport) → Conquest Racing
- Sébastien Bourdais: Superleague Formula (LRS Formula) → Dale Coyne Racing
- Patrick Carpentier: NASCAR Sprint Cup (Latitude 43 Motorsports) → Dragon Racing
- Wade Cunningham: Indy Lights (Sam Schmidt Motorsports) → Sam Schmidt Motorsports
- James Hinchcliffe: Indy Lights (Team Moore Racing) → Newman/Haas Racing
- James Jakes: GP3-Serie (Manor Racing) → Dale Coyne Racing
- Charlie Kimball: Indy Lights (AFS Racing/Andretti Autosport) → Chip Ganassi Racing
- Pippa Mann: Indy Lights (Sam Schmidt Motorsports) → Conquest Racing
- João Paulo de Oliveira: Formel Nippon (Team Impul) → Conquest Racing
- Simon Pagenaud: American Le Mans Series (Patron Highcroft Racing) → Dreyer & Reinbold Racing
- Giorgio Pantano: Auto GP (Ombra Racing) → Dreyer & Reinbold Racing
- Martin Plowman: Indy Lights (AFS Racing/Andretti Autosport) → Sam Schmidt Motorsports
- Buddy Rice: Grand-Am Rolex Sports Car Series (Spirit of Daytona Racing) → Panther Racing
- Oriol Servià: Auszeit → Newman/Haas Racing
- Scott Speed: NASCAR Sprint Cup (Red Bull Racing Team) → Dragon Racing
- Ho-Pin Tung: GP2-Serie (DAMS) → Dragon Racing

Fahrer, die die IndyCar Series verlassen haben:
- Adam Carroll: Andretti Autosport → GP2-Serie (Super Nova Racing)
- Francesco Dracone: Conquest Racing → Auto GP (Emmebi Motorsport)
- Milka Duno: Dale Coyne Racing → ARCA Racing Series (Sheltra Motorsports)
- Sarah Fisher: Sarah Fisher Racing → Karriereende[58]
- A. J. Foyt IV: A. J. Foyt Enterprises → Auszeit
- Jaques Lazier: A. J. Foyt Enterprises → Auszeit
- Mario Moraes: KV Racing Technology → Mini Challenge Brasil
- Mario Romancini: Conquest Racing → Mini Challenge Brasil
- Roger Yasukawa: Conquest Racing → Auszeit

### Änderungen während der Saison
- Ana Beatriz brach sich bei einem Unfall in st. Petersburg das Handgelenk. In Birmingham wurde sie bei Dreyer & Reinbold Racing durch Simon Pagenaud vertreten.[21] Im weiteren Verlauf der Saison sprang Pagenaud noch einmal bei Dreyer & Reinbold Racing für ein Rennen ein. Diesmal vertrat er Justin Wilson, der sich im Training in Lexington einen Wirbelbruch zugezogen hatte.[15] Anschließend übernahm Tomas Scheckter das Wilson-Cockpit für ein und Giorgio Pantano für zwei Rennen.[17] Scheckter absolvierte darüber hinaus Rennen für SH Racing.[16]
- Paul Tracy, der mehrere Rennen für Dragon Racing fahren wird, startet beim Indianapolis 500 für Dreyer & Reinbold Racing. Bei dieser Veranstaltung erhielt Ho-Pin Tung, der sich nicht qualifizierte, das Cockpit. Das zweite Fahrzeug des Dragon Teams wurde im Training zum Indianapolis 500 sowohl von Scott Speed, als auch von Patrick Carpentier eingesetzt. Beide unternahmen allerdings keinen Qualifyingversuch.
- A. J. Foyt Enterprises ersetzte Bruno Junqueira nach dem Qualifying zum Indianapolis 500 durch Ryan Hunter-Reay, der im Andretti-Dallara nicht die Qualifikation schaffte.[24]
- Pippa Mann, die beim Indianapolis 500 für Conquest Racing gestartet war, tritt im weiteren Saisonverlauf zu einigen Rennen für Rahal Letterman Lanigan Racing (RLLR) an. RLLR setzte beim Indianapolis 500 Bertrand Baguette an.
- Bei Dale Coyne Racing wechseln sich Sébastien Bourdais und Alex Lloyd nach Streckentyp ab. Bourdais bestreitet die Rennen auf den Straßen-, Lloyd die Rennen auf den Ovalkursen.

## Rennkalender
Die IndyCar-Series-Saison 2011 umfasst 18 Rennen auf 17 Strecken. Erst im Februar wurde bekannt gegeben, dass das Saisonfinale in Las Vegas stattfinden wird. Wegen Streckenschäden am Twin Ring Motegi, die durch ein Erdbeben im März 2011 entstanden sind, wurde das Rennen vom Ovalkurse auf den permanenten Straßenkurs verlegt.
| Nr. | Datum         | Veranstaltung (Strecke)                                             | Distanz (Meilen) | Erster           | Zweiter           | Dritter          | Pole-Position    | Schnellste Runde    | Meiste Führungsrunden |
| --- | ------------- | ------------------------------------------------------------------- | ---------------- | ---------------- | ----------------- | ---------------- | ---------------- | ------------------- | --------------------- |
| 1.  | 27. März      | Honda Grand Prix of St. Petersburg (Saint Petersburg) (T)           | 180              | Dario Franchitti | Will Power        | Tony Kanaan      | Will Power       | Hélio Castroneves   | Dario Franchitti      |
| 2.  | 10. April     | Honda Indy Grand Prix of Alabama (Birmingham) (P)                   | 214,2            | Will Power       | Scott Dixon       | Dario Franchitti | Will Power       | Scott Dixon         | Will Power            |
| 3.  | 17. April     | Toyota Grand Prix of Long Beach (Long Beach) (T)                    | 167,28           | Mike Conway      | Ryan Briscoe      | Dario Franchitti | Will Power       | Dario Franchitti    | Ryan Briscoe          |
| 4.  | 2. Mai        | Itaipava São Paulo Indy 300 (São Paulo) (T)                         | 139,48           | Will Power       | Graham Rahal      | Ryan Briscoe     | Will Power       | Simona de Silvestro | Will Power            |
| 5.  | 29. Mai       | Indianapolis 500 Mile Race (Indianapolis) (O)                       | 500              | Dan Wheldon      | J. R. Hildebrand  | Graham Rahal     | Alex Tagliani    | Dario Franchitti    | Scott Dixon           |
| 6A. | 11. Juni      | Firestone Twin 275 (Fort Worth) (O)                                 | 165,87           | Dario Franchitti | Scott Dixon       | Will Power       | Alex Tagliani    | E. J. Viso          | Dario Franchitti      |
| 6B. | 11. Juni      | Firestone Twin 275 (Fort Worth) (O)                                 | 165,87           | Will Power       | Scott Dixon       | Ryan Briscoe     | Tony Kanaan      | Scott Dixon         | Will Power            |
| 7.  | 19. Juni      | The Milwaukee 225 (West Allis) (O)                                  | 228,375          | Dario Franchitti | Graham Rahal      | Oriol Servià     | Dario Franchitti | Dario Franchitti    | Dario Franchitti      |
| 8.  | 25. Juni      | Iowa Corn Indy 250 (Newton) (O)                                     | 223,5            | Marco Andretti   | Tony Kanaan       | Scott Dixon      | Takuma Satō      | Alex Tagliani       | Dario Franchitti      |
| 9.  | 10. Juli      | Honda Indy Toronto (Toronto) (T)                                    | 149,175          | Dario Franchitti | Scott Dixon       | Ryan Hunter-Reay | Will Power       | Justin Wilson       | Will Power            |
| 10. | 24. Juli      | Honda Indy Edmonton (Edmonton) (F)                                  | 187,435          | Will Power       | Hélio Castroneves | Dario Franchitti | Takuma Satō      | Sébastien Bourdais  | Will Power            |
| 11. | 7. August     | Honda Indy 200 (Lexington) (P)                                      | 191.93           | Scott Dixon      | Dario Franchitti  | Ryan Hunter-Reay | Scott Dixon      | Scott Dixon         | Scott Dixon           |
| 12. | 14. August    | MoveThatBlock.com Indy 225 (Loudon) (O)                             | 220,375          | Ryan Hunter-Reay | Oriol Servià      | Scott Dixon      | Dario Franchitti | Scott Dixon         | Dario Franchitti      |
| 13. | 28. August    | Indy Grand Prix of Sonoma (Sonoma) (P)                              | 172,725          | Will Power       | Hélio Castroneves | Ryan Briscoe     | Will Power       | Will Power          | Will Power            |
| 14. | 4. September  | Baltimore Grand Prix (Baltimore) (T)                                | 153              | Will Power       | Oriol Servià      | Tony Kanaan      | Will Power       | Will Power          | Will Power            |
| 15. | 18. September | Indy Japan: The Final (Motegi) (P)                                  | 187,929          | Scott Dixon      | Will Power        | Marco Andretti   | Scott Dixon      | Giorgio Pantano     | Scott Dixon           |
| 16. | 2. Oktober    | Kentucky Indy 300 (Sparta) (O)                                      | 296              | Ed Carpenter     | Dario Franchitti  | Scott Dixon      | Will Power       | Ed Carpenter        | Dario Franchitti      |
| 17. | 16. Oktober   | IZOD INDYCAR World Championships Presented by Honda (Las Vegas) (O) | 18,528           | abgebrochen      | abgebrochen       | abgebrochen      | Tony Kanaan      | E. J. Viso          | Tony Kanaan           |

- Erklärung: O: Ovalkurs, T: temporäre Rennstrecke (Stadtkurs), P: permanente Rennstrecke, F: Flugplatzkurs

Anmerkungen
1. ↑  gelost, kein Bonuspunkt
2. ↑  Das Rennen wurde nach einem Massenunfall, in dem 15 der 34 gestarteten Piloten involviert waren, in der 13. Runde abgebrochen. Dan Wheldon starb wenig später an den Folgen des Unfalls. Das Rennen ging nicht in die Wertung ein, da hierfür 50 % der Renndistanz + 1 Runde hätten absolviert werden müssen.
3. ↑  Tony Kanaan erhielt zunächst den Bonuspunkt für die Pole-Position. Da das Rennen nachträglich aus den offiziellen Statistiken entfernt wurde, verlor Kanaan den Bonuspunkt.
4. ↑  Tony Kanaan führte das Rennen durchgängig an, erhielt aber keine Bonuspunkte, da das Rennen abgebrochen wurde.

## Rennberichte

### 1. Veranstaltung: Honda Grand Prix of St. Petersburg
| Platz | Fahrer            | Team                         | Zeit         |
| ----- | ----------------- | ---------------------------- | ------------ |
| 1     | Dario Franchitti  | Target Chip Ganassi Racing   | 2:00:59,6886 |
| 2     | Will Power        | Team Penske                  | + 7,1612     |
| 3     | Tony Kanaan       | KV Racing Technology - Lotus | + 16,1045    |
| PP    | Will Power        | Team Penske                  | 1:01,9625    |
| SR    | Hélio Castroneves | Team Penske                  | 1:03,8683    |

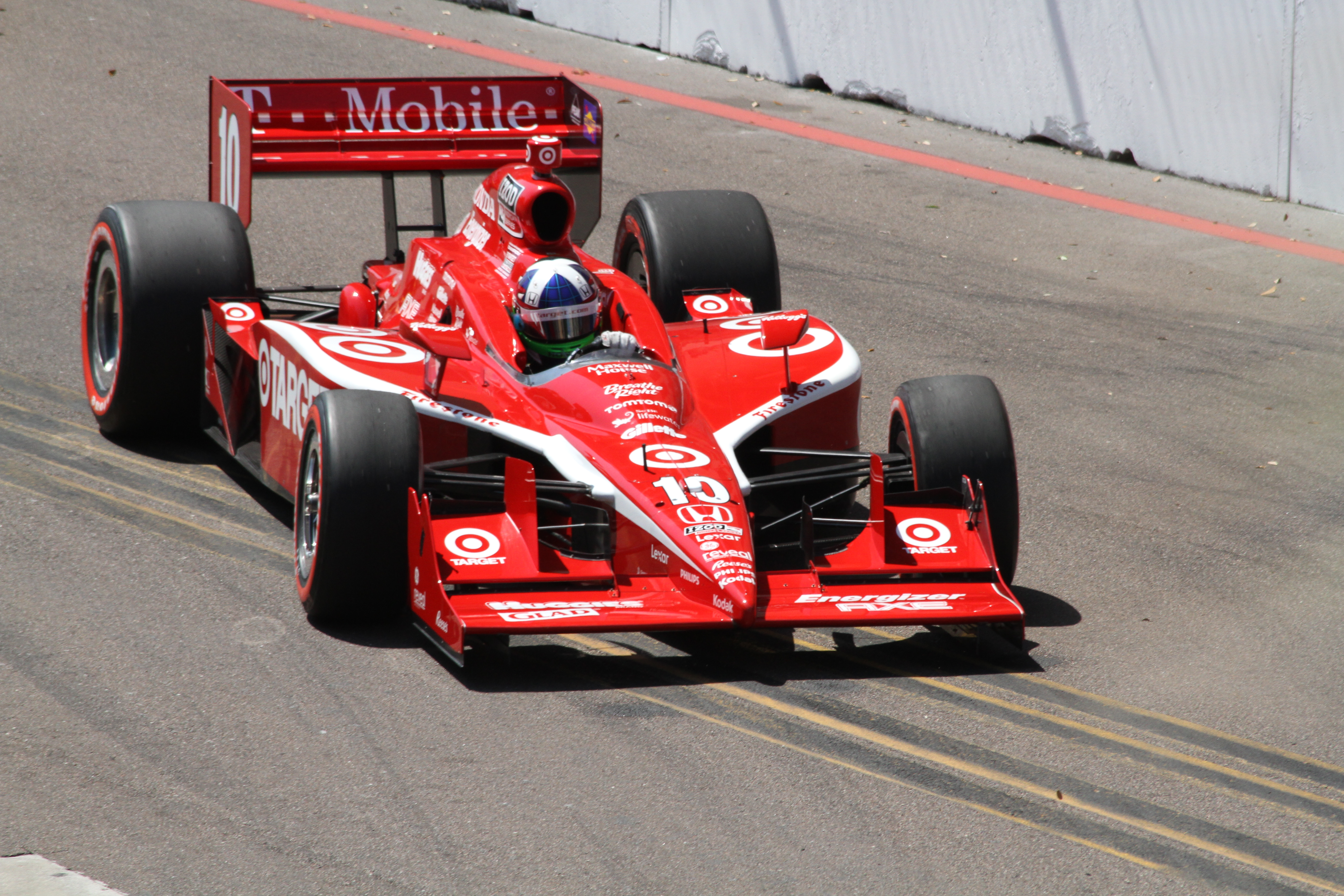
Sieger Dario Franchitti

Streckentyp: temporäre Rennstrecke (Stadtkurs)
Der Honda Grand Prix of St. Petersburg in den Streets of St. Petersburg, Saint Petersburg, Florida, Vereinigte Staaten fand am 27. März 2011 statt und ging über eine Distanz von 100 Runden à 2,897 km, was einer Gesamtdistanz von 289,682 km entspricht.
Gleich in der ersten Kurve des Rennens war es zu einer Massenkollision gekommen, welche den Ausfall oder zumindest mehrere Runden Rückstand für diverse Topfahrer zur Folge hatte. Bei dem anschließenden Neustart kam es in dem durch den neu eingeführten Neustart in Zweierreihen engen Feld sofort wieder zu Kollisionen – eine Konstellation, die sich im weiteren Rennverlauf mehrfach wiederholte. Dario Franchitti gewann das Rennen vor Will Power und Tony Kanaan, der den dritten Platz bis zum Ende des Rennens gegen Simona de Silvestro verteidigen musste, welche das beste Ergebnis ihrer Karriere einfuhr.
Der viermalige Champ-Car-Meister Sébastien Bourdais, der bei diesem Rennen sein Comeback im nordamerikanischen Monoposto-Rennsport geben sollte, musste nach einem Unfall im Warm-Up auf den Start verzichten, da sein Auto nicht rechtzeitig repariert werden konnte. Im Rennen zogen sich die beiden Dreyer & Reinbold-Piloten Justin Wilson und Ana Beatriz jeweils eine Handgelenksfraktur zu. Während Wilson ohne operativen Eingriff keine Pause benötigte, musste Beatriz nach einer Operation ein Rennen pausieren.
| Pos. | Nr. | Fahrer              | Team                                | Runden | Zeit         | Start | Führungsrunden |
| ---- | --- | ------------------- | ----------------------------------- | ------ | ------------ | ----- | -------------- |
| 01   | 10  | Dario Franchitti    | Target Chip Ganassi Racing          | 100    | 2:00:59,6886 | 02    | 94             |
| 02   | 12  | Will Power          | Team Penske                         | 100    | + 7,1612     | 01    | 06             |
| 03   | 82  | Tony Kanaan         | KV Racing Technology - Lotus        | 100    | + 16,1045    | 08    | 0              |
| 04   | 78  | Simona de Silvestro | Nuclear Clean Air Energy HVM Racing | 100    | + 16,5616    | 17    | 0              |
| 05   | 05  | Takuma Satō         | KV Racing Technology - Lotus        | 100    | + 29,9435    | 11    | 0              |
| 06   | 77  | Alex Tagliani       | Sam Schmidt Motorsports             | 100    | + 30,4655    | 10    | 0              |
| 07   | 17  | Raphael Matos       | AFS Racing                          | 100    | + 31,5227    | 16    | 0              |
| 08   | 14  | Vitor Meira         | A. J. Foyt Enterprises              | 100    | + 35,7291    | 13    | 0              |
| 09   | 02  | Oriol Servià        | Newman/Haas Racing                  | 100    | + 49,1432    | 15    | 0              |
| 10   | 22  | Justin Wilson       | Dreyer & Reinbold Racing            | 100    | + 56,8025    | 06    | 0              |
| 11   | 04  | J. R. Hildebrand    | Panther Racing                      | 100    | + 1:02,9747  | 24    | 0              |
| 12   | 07  | Danica Patrick      | Andretti Autosport                  | 100    | + 57,3418    | 19    | 0              |
| 13   | 34  | Sebastian Saavedra  | Conquest Racing                     | 098    | + 2 Runden   | 25    | 0              |
| 14   | 24  | Ana Beatriz         | Dreyer & Reinbold Racing            | 098    | + 2 Runden   | 20    | 0              |
| 15   | 18  | James Jakes         | Dale Coyne Racing                   | 097    | + 3 Runden   | 22    | 0              |
| 16   | 09  | Scott Dixon         | Target Chip Ganassi Racing          | 096    | + 4 Runden   | 03    | 0              |
| 17   | 38  | Graham Rahal        | Service Central Chip Ganassi Racing | 096    | + 4 Runden   | 12    | 0              |
| 18   | 06  | Ryan Briscoe        | Team Penske                         | 095    | + 5 Runden   | 05    | 0              |
| 19   | 59  | E. J. Viso          | KV Racing Technology - Lotus        | 094    | + 6 Runden   | 21    | 0              |
| 20   | 03  | Hélio Castroneves   | Team Penske                         | 085    | + 15 Runden  | 09    | 0              |
| 21   | 28  | Ryan Hunter-Reay    | Andretti Autosport                  | 058    | DNF          | 14    | 0              |
| 22   | 83  | Charlie Kimball     | Novo Nordisk Chip Ganassi Racing    | 038    | DNF          | 23    | 0              |
| 23   | 27  | Mike Conway         | Andretti Autosport                  | 001    | DNF          | 04    | 0              |
| 24   | 26  | Marco Andretti      | Andretti Autosport                  | 001    | DNF          | 07    | 0              |
| 25   | 19  | Sébastien Bourdais  | Dale Coyne Racing                   | 000    | DNS          | 18    | 0              |

Quelle: Datenbank von indycar.com

### 2. Veranstaltung: Honda Indy Grand Prix of Alabama
| Platz | Fahrer           | Team                       | Zeit         |
| ----- | ---------------- | -------------------------- | ------------ |
| 1     | Will Power       | Team Penske                | 2:14:42,9523 |
| 2     | Scott Dixon      | Target Chip Ganassi Racing | + 3,3828     |
| 3     | Dario Franchitti | Target Chip Ganassi Racing | + 15,5243    |
| PP    | Will Power       | Team Penske                | 1:11,4546    |
| SR    | Scott Dixon      | Target Chip Ganassi Racing | 1:13,8666    |

Streckentyp: permanente Rennstrecke

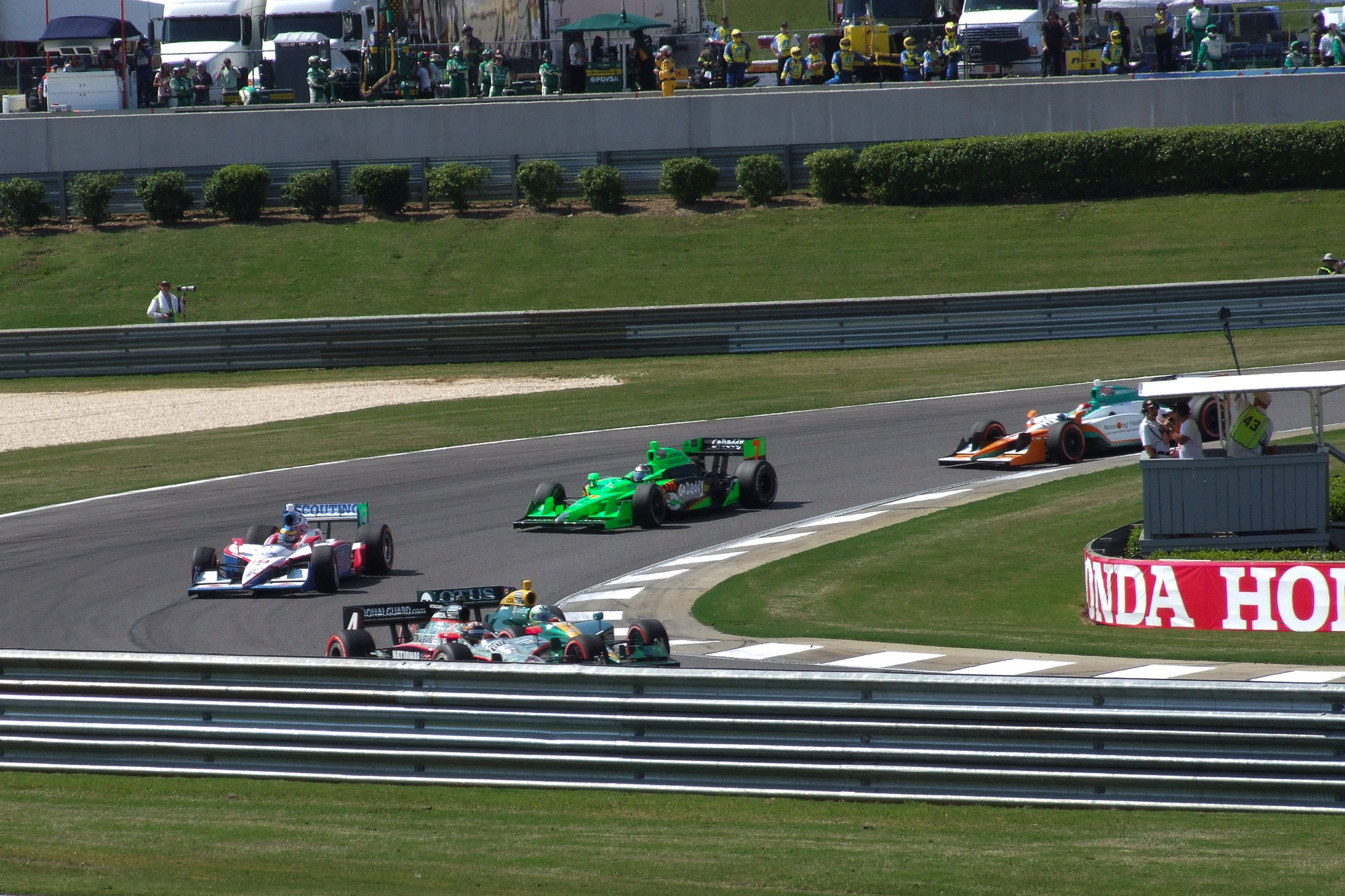
Das Feld in Kurve 5

Der Honda Indy Grand Prix of Alabama im Barber Motorsports Park, Birmingham, Alabama, Vereinigte Staaten fand am 10. April 2011 statt und ging über eine Distanz von 90 Runden à 3,701 km, was einer Gesamtdistanz von 333,134 km entspricht.
Das Rennen war durch mehrere Gelbphasen und Restarts geprägt. Im Verlauf des Rennens entwickelte sich ein Duell zwischen Will Power, der von der Pole-Position startete, und Scott Dixon um den Sieg. Power behielt die Führung allerdings bei jedem Restart und erzielte schließlich einen Start-Ziel-Sieg vor dem Ganassi-Duo Dixon und Dario Franchitti sowie Marco Andretti und Oriol Servià. Um den sechsten Platz entwickelte sich zwischenzeitlich ein Duell zwischen Danica Patrick und Tony Kanaan, bei dem sich Kanaan durchsetzte. Patrick, deren Reifen abgebaut hatten, musste schließlich noch einen weiteren Stopp absolvieren und beendete das Rennen als 17. Ihr Kontrahent Kanaan fiel insbesondere dadurch auf, dass er in der Startrunde zehn Gegner überholte.
Simon Pagenaud, der bei diesem Rennen als Vertretung für die verletzte Ana Beatriz sein Debüt in der IndyCar Series gab, kam auf dem achten Platz ins Ziel.
Power übernahm mit dem Sieg die Führung in der Meisterschaft.
| Pos. | Nr. | Fahrer              | Team                                | Runden | Zeit         | Start | Führungsrunden |
| ---- | --- | ------------------- | ----------------------------------- | ------ | ------------ | ----- | -------------- |
| 01   | 12  | Will Power          | Team Penske                         | 90     | 2:14:42,9523 | 01    | 90             |
| 02   | 09  | Scott Dixon         | Target Chip Ganassi Racing          | 90     | + 3,3828     | 03    | 0              |
| 03   | 10  | Dario Franchitti    | Target Chip Ganassi Racing          | 90     | + 15,5243    | 07    | 0              |
| 04   | 26  | Marco Andretti      | Andretti Autosport                  | 90     | + 28,9601    | 09    | 0              |
| 05   | 02  | Oriol Servià        | Newman/Haas Racing                  | 90     | + 29,8817    | 06    | 0              |
| 06   | 82  | Tony Kanaan         | KV Racing Technology - Lotus        | 90     | + 30,3853    | 24    | 0              |
| 07   | 03  | Hélio Castroneves   | Team Penske                         | 90     | + 30,7807    | 04    | 0              |
| 08   | 24  | Simon Pagenaud      | Dreyer & Reinbold Racing            | 90     | + 31,2095    | 23    | 0              |
| 09   | 78  | Simona de Silvestro | Nuclear Clean Air Energy HVM Racing | 90     | + 32,5812    | 13    | 0              |
| 10   | 83  | Charlie Kimball     | Novo Nordisk Chip Ganassi Racing    | 90     | + 35,0038    | 21    | 0              |
| 11   | 19  | Sébastien Bourdais  | Dale Coyne Racing                   | 90     | + 35,9883    | 20    | 0              |
| 12   | 14  | Vitor Meira         | A. J. Foyt Enterprises              | 90     | + 42,6440    | 19    | 0              |
| 13   | 04  | J. R. Hildebrand    | Panther Racing                      | 90     | + 44,2950    | 15    | 0              |
| 14   | 28  | Ryan Hunter-Reay    | Andretti Autosport                  | 90     | + 1:00,7427  | 17    | 0              |
| 15   | 77  | Alex Tagliani       | Sam Schmidt Motorsports             | 90     | + 1:10,6879  | 12    | 0              |
| 16   | 05  | Takuma Satō         | KV Racing Technology - Lotus        | 90     | + 1:12,1719  | 11    | 0              |
| 17   | 07  | Danica Patrick      | Andretti Autosport                  | 89     | + 1 Runde    | 22    | 0              |
| 18   | 38  | Graham Rahal        | Service Central Chip Ganassi Racing | 88     | + 2 Runden   | 10    | 0              |
| 19   | 22  | Justin Wilson       | Dreyer & Reinbold Racing            | 62     | DNF          | 05    | 0              |
| 20   | 17  | Raphael Matos       | AFS Racing                          | 62     | DNF          | 14    | 0              |
| 21   | 06  | Ryan Briscoe        | Team Penske                         | 57     | DNF          | 02    | 0              |
| 22   | 27  | Mike Conway         | Andretti Autosport                  | 45     | DNF          | 16    | 0              |
| 23   | 59  | E. J. Viso          | KV Racing Technology - Lotus        | 40     | DNF          | 18    | 0              |
| 24   | 06  | James Hinchcliffe   | Newman/Haas Racing                  | 40     | DNF          | 08    | 0              |
| 25   | 18  | James Jakes         | Dale Coyne Racing                   | 30     | DNF          | 25    | 0              |
| 26   | 34  | Sebastian Saavedra  | Conquest Racing                     | 27     | DNF          | 26    | 0              |

Quelle: Datenbank von indycar.com

### 3. Veranstaltung: Toyota Grand Prix of Long Beach
| Platz | Fahrer           | Team                       | Zeit         |
| ----- | ---------------- | -------------------------- | ------------ |
| 1     | Mike Conway      | Andretti Autosport         | 1:53:11,1000 |
| 2     | Ryan Briscoe     | Team Penske                | + 6,3203     |
| 3     | Dario Franchitti | Target Chip Ganassi Racing | + 6,7163     |
| PP    | Will Power       | Team Penske                | 1:09,0649    |
| SR    | Dario Franchitti | Target Chip Ganassi Racing | 1:10,6597    |

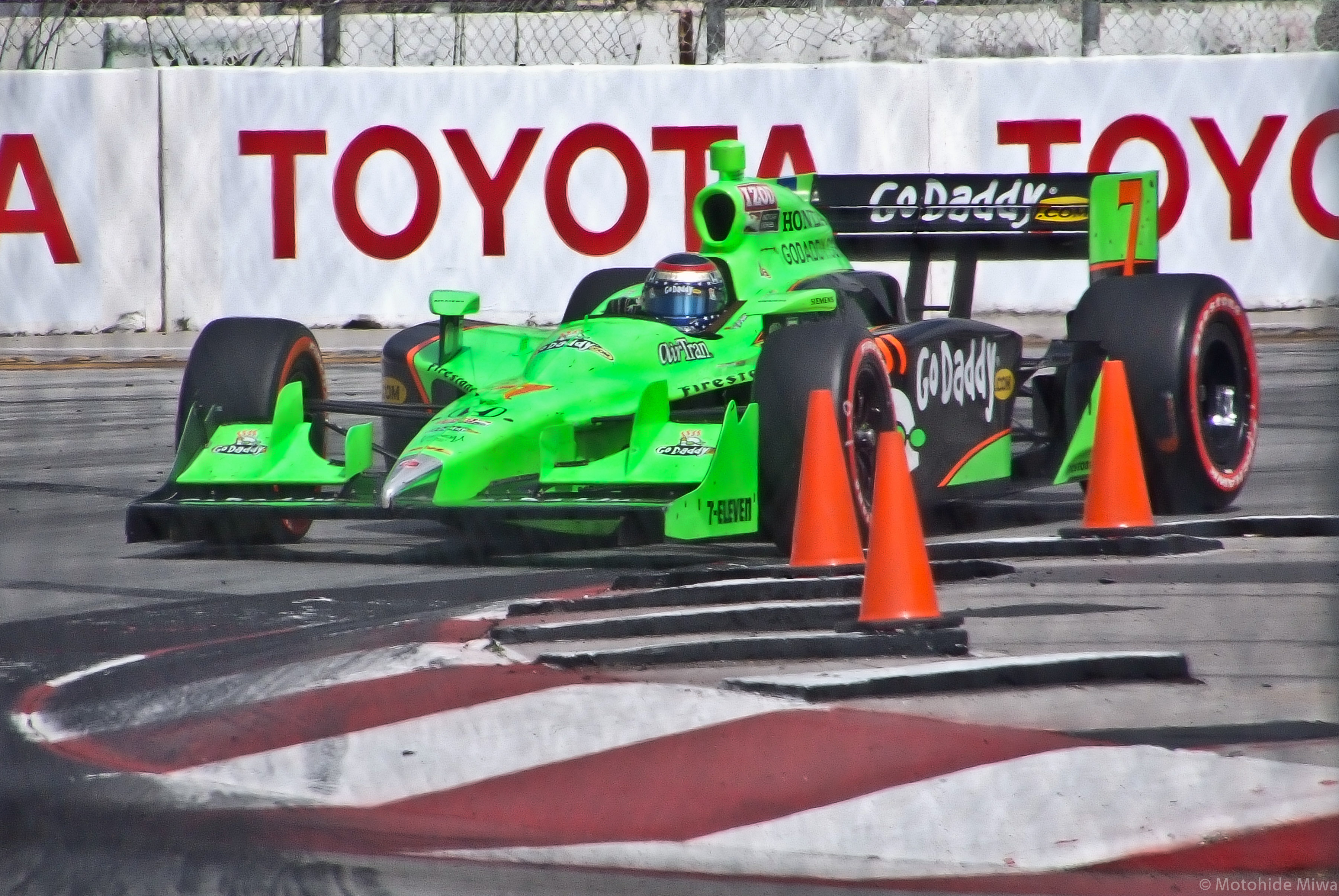
Danica Patrick beendete das Rennen auf Platz 7

Streckentyp: temporäre Rennstrecke (Stadtkurs)
Der Toyota Grand Prix of Long Beach auf dem Long Beach Grand Prix Circuit, Long Beach, Kalifornien, Vereinigte Staaten fand am 17. April 2011 statt und ging über eine Distanz von 85 Runden à 3,167 km, was einer Gesamtdistanz von 269,211 km entspricht.
In der Anfangsphase des Rennens setzten sich Will Power, Ryan Hunter-Reay und Mike Conway vom restlichen Feld ab. Durch die ersten Boxenstopps kam es zu mehreren Positionsverschiebungen an der Spitze. Während Ryan Briscoe mit einer anderen Strategie die Führung vor Power und Hunter-Reay übernahm, fiel Conway durch einen Fehler beim Boxenstopp auf den 22. Platz zurück. In der zweiten Hälfte des Rennens kam es zu einem folgenreichen Unfall bei einem Restart. Während Briscoe die Führung gegen Hunter-Reay und Power verteidigte, bremste Hélio Castroneves zu spät und drehte seinen Penske-Teamkollegen Power. Eine Strafe gegen Castroneves wurde nicht ausgesprochen. Nachdem es zu einer weiteren Gelbphase gekommen war, schied Hunter-Reay mit einem Getriebeschaden aus. Währenddessen war sein Teamkollege Conway wieder in die Spitzengruppe gefahren und übernahm 13 Runden vor Schluss die Führung von Briscoe.
Conway erzielte schließlich seinen ersten IndyCar-Sieg im dritten Rennen nach seinem Comeback. Briscoe wurde vor Franchitti, der die Meisterschaftsführung übernahm, Zweiter. Auf dem vierten Platz kam James Hinchcliffe, der sein zweites IndyCar-Rennen absolvierte, ins Ziel.
| Pos. | Nr. | Fahrer              | Team                                | Runden | Zeit          | Start | Führungsrunden |
| ---- | --- | ------------------- | ----------------------------------- | ------ | ------------- | ----- | -------------- |
| 01   | 27  | Mike Conway         | Andretti Autosport                  | 85     | 01:53:11,1000 | 03    | 14             |
| 02   | 06  | Ryan Briscoe        | Team Penske                         | 85     | + 6,3203      | 12    | 35             |
| 03   | 10  | Dario Franchitti    | Target Chip Ganassi Racing          | 85     | + 6,7163      | 07    | 0              |
| 04   | 06  | James Hinchcliffe   | Newman/Haas Racing                  | 85     | + 9,1705      | 11    | 0              |
| 05   | 77  | Alex Tagliani       | Sam Schmidt Motorsports             | 85     | + 16,0177     | 09    | 04             |
| 06   | 02  | Oriol Servià        | Newman/Haas Racing                  | 85     | + 16,8966     | 04    | 0              |
| 07   | 07  | Danica Patrick      | Andretti Autosport                  | 85     | + 17,5016     | 20    | 0              |
| 08   | 82  | Tony Kanaan         | KV Racing Technology - Lotus        | 85     | + 18,9655     | 10    | 0              |
| 09   | 14  | Vitor Meira         | A. J. Foyt Enterprises              | 85     | + 19,4723     | 13    | 0              |
| 10   | 12  | Will Power          | Team Penske                         | 85     | + 19,8909     | 01    | 29             |
| 11   | 17  | Raphael Matos       | AFS Racing                          | 85     | + 20,4660     | 19    | 0              |
| 12   | 03  | Hélio Castroneves   | Team Penske                         | 85     | + 20,7784     | 06    | 0              |
| 13   | 38  | Graham Rahal        | Service Central Chip Ganassi Racing | 85     | + 21,3464     | 16    | 0              |
| 14   | 34  | Sebastian Saavedra  | Conquest Racing                     | 85     | + 23,1137     | 15    | 0              |
| 15   | 18  | James Jakes         | Dale Coyne Racing                   | 85     | + 24,5926     | 23    | 0              |
| 16   | 08  | Paul Tracy          | Dragon Racing                       | 85     | + 1:03,7578   | 25    | 0              |
| 17   | 04  | J. R. Hildebrand    | Panther Racing                      | 85     | + 1:10,9001   | 27    | 0              |
| 18   | 09  | Scott Dixon         | Target Chip Ganassi Racing          | 84     | + 1 Runde     | 08    | 01             |
| 19   | 24  | Ana Beatriz         | Dreyer & Reinbold Racing            | 83     | + 2 Runden    | 26    | 0              |
| 20   | 78  | Simona de Silvestro | Nuclear Clean Air Energy HVM Racing | 82     | + 3 Runden    | 18    | 0              |
| 21   | 05  | Takuma Satō         | KV Racing Technology - Lotus        | 81     | + 4 Runden    | 22    | 0              |
| 22   | 22  | Justin Wilson       | Dreyer & Reinbold Racing            | 78     | DNF           | 05    | 0              |
| 23   | 28  | Ryan Hunter-Reay    | Andretti Autosport                  | 72     | DNF           | 02    | 02             |
| 24   | 83  | Charlie Kimball     | Novo Nordisk Chip Ganassi Racing    | 66     | DNF           | 24    | 0              |
| 25   | 59  | E. J. Viso          | KV Racing Technology - Lotus        | 59     | DNF           | 17    | 0              |
| 26   | 26  | Marco Andretti      | Andretti Autosport                  | 37     | DNF           | 14    | 0              |
| 27   | 19  | Sébastien Bourdais  | Dale Coyne Racing                   | 27     | DNF           | 21    | 0              |

Quelle: Datenbank von indycar.com

### 4. Veranstaltung: Itaipava Sao Paulo Indy 300 presented by Nestle
| Platz | Fahrer              | Team                                | Zeit         |
| ----- | ------------------- | ----------------------------------- | ------------ |
| 1     | Will Power          | Team Penske                         | 2:04:05.2964 |
| 2     | Graham Rahal        | Service Central Chip Ganassi Racing | + 4,6723     |
| 3     | Ryan Briscoe        | Team Penske                         | + 7,9037     |
| PP    | Will Power          | Team Penske                         | 1:21,8958    |
| SR    | Simona de Silvestro | Nuclear Clean Air Energy HVM Racing | 1:39,8231    |

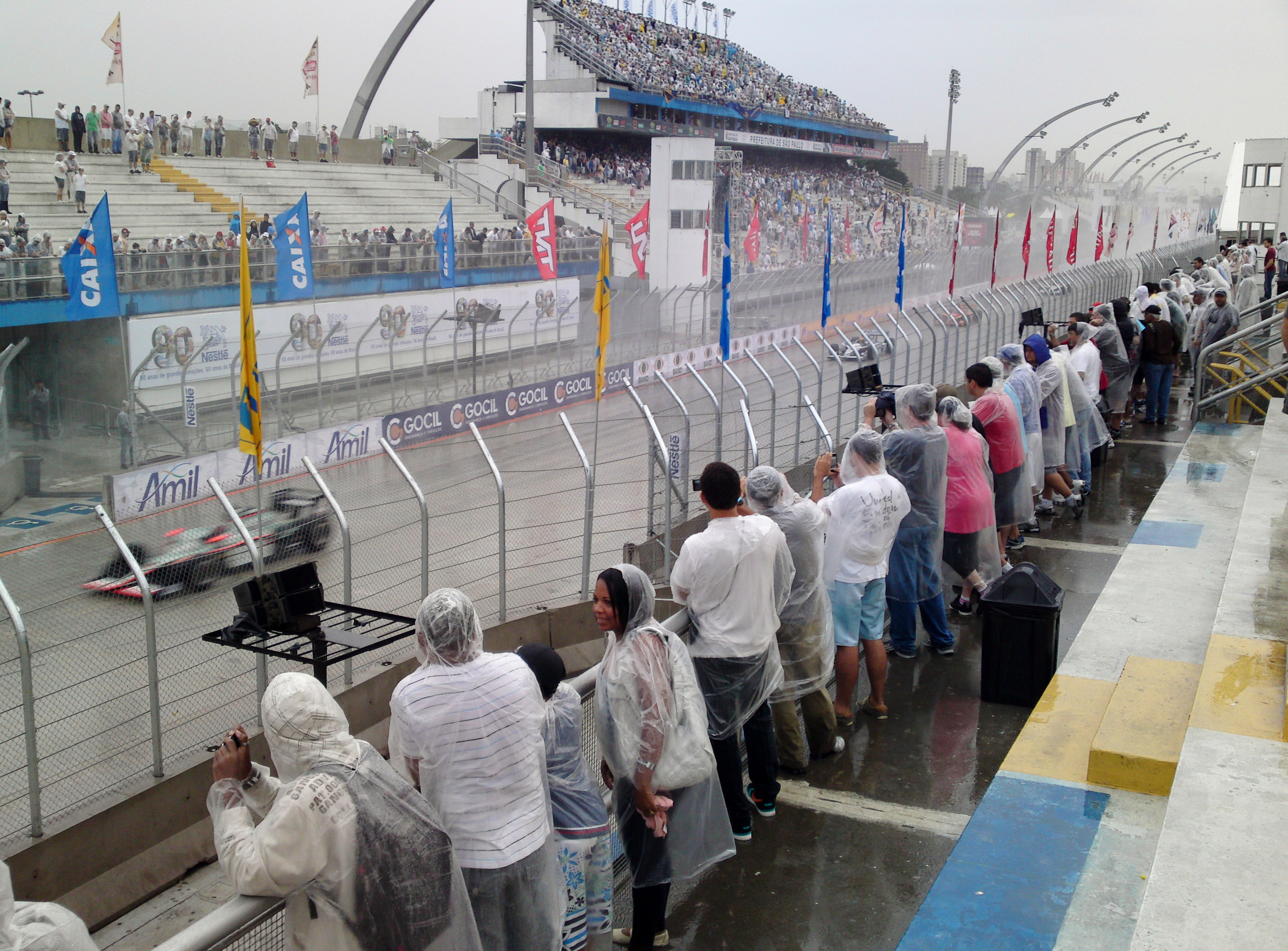
Die Start-Ziel-Gerade am 1. Mai

Streckentyp: temporäre Rennstrecke (Stadtkurs)
Das Itaipava Sao Paulo Indy 300 presented by Nestle in den Streets of São Paulo, São Paulo, Brasilien fand am 1. und 2. Mai 2011 statt und ging über eine Distanz von 55 Runden à 4,081 km, was einer Gesamtdistanz von 224,471 km entspricht.
Das Rennen wurde planmäßig am Sonntag bei starken Regenfällen gestartet. Zunächst kam es zu einer Startkollision, in die Dario Franchitti, Hélio Castroneves, Danica Patrick, Tony Kanaan und Simona de Silvestro verwickelt waren. Nach einer halben Stunde wurde das Rennen zunächst für zweieinhalb Stunden unterbrochen. Anschließend wurden weitere fünf Runden absolviert, bis das Rennen für den Sonntag endgültig abgebrochen und auf Montag verschoben wurde. Insgesamt fanden am Sonntag 15 Runden statt.
Am Montag wurde das Rennen schließlich erneut auf nasser Strecke gestartet. Alle Piloten traten an, hatten aber teilweise schon mehrere Runden Rückstand. Will Power, der das Rennen am Sonntag durchgängig angeführt hatte, blieb auch am Montag zunächst in Führung. Nach einem Restart in Runde 26 musste Power die Führung an Takuma Satō abgeben. Während die meisten Piloten in einer Gelbphase um Runde 37 einen weiteren Boxenstopp absolvierten, blieb Satō draußen und versuchte, die noch ausstehende halbe Stunde Rennen durchzufahren. Eine ähnliche Strategie verfolgte Marco Andretti, der hinter Satō auf dem zweiten Platz lag. Da es zu keiner weiteren Gelbphase kam und die Strecke abtrocknete, ging diese Strategie nicht auf. Andretti absolvierte seinen Stopp in der 47., Satō in der 49. Runde. Andretti, der auf Slicks wechselte, fiel schließlich auf den 14., Satō auf den 8. Platz zurück.
Da wegen der nassen Verhältnisse das Renntempo langsamer war, wurde das Rennen nach Ablauf des 2-Stunden-Limits abgebrochen. Power setzte sich durch und gewann das Rennen vor Graham Rahal und Ryan Briscoe. Power übernahm damit wieder die Führung in der Fahrerwertung. Die schnellste Runde erzielte de Silvestro, die zwar mit den Fahrzeugen an der Spitze mithielt, wegen der Startkollision am Sonntag allerdings neun Runden zurücklag und auf Platz 20 ins Ziel kam.
| Pos. | Nr. | Fahrer              | Team                                | Runden | Zeit         | Start | Führungsrunden |
| ---- | --- | ------------------- | ----------------------------------- | ------ | ------------ | ----- | -------------- |
| 01   | 12  | Will Power          | Team Penske                         | 55     | 2:04:05,2964 | 01    | 32             |
| 02   | 38  | Graham Rahal        | Service Central Chip Ganassi Racing | 55     | + 4,6723     | 05    | 0              |
| 03   | 06  | Ryan Briscoe        | Team Penske                         | 55     | + 7,9037     | 04    | 0              |
| 04   | 10  | Dario Franchitti    | Target Chip Ganassi Racing          | 55     | + 10,1470    | 06    | 0              |
| 05   | 02  | Oriol Servià        | Newman/Haas Racing                  | 55     | + 15,8188    | 16    | 0              |
| 06   | 27  | Mike Conway         | Andretti Autosport                  | 55     | + 16,6775    | 09    | 0              |
| 07   | 22  | Justin Wilson       | Dreyer & Reinbold Racing            | 55     | + 20,0131    | 08    | 0              |
| 08   | 05  | Takuma Satō         | KV Racing Technology - Lotus        | 55     | + 23,2924    | 10    | 23             |
| 09   | 06  | James Hinchcliffe   | Newman/Haas Racing                  | 55     | + 25,2924    | 11    | 0              |
| 10   | 04  | J. R. Hildebrand    | Panther Racing                      | 55     | + 31,3172    | 22    | 0              |
| 11   | 34  | Sebastian Saavedra  | Conquest Racing                     | 55     | + 36,4261    | 23    | 0              |
| 12   | 09  | Scott Dixon         | Target Chip Ganassi Racing          | 55     | + 42,1974    | 03    | 0              |
| 13   | 59  | E. J. Viso          | KV Racing Technology - Lotus        | 55     | + 45,8266    | 26    | 0              |
| 14   | 26  | Marco Andretti      | Andretti Autosport                  | 55     | + 1:24,5634  | 15    | 0              |
| 15   | 18  | James Jakes         | Dale Coyne Racing                   | 55     | + 1:26,2783  | 24    | 0              |
| 16   | 83  | Charlie Kimball     | Novo Nordisk Chip Ganassi Racing    | 54     | + 1 Runde    | 18    | 0              |
| 17   | 14  | Vitor Meira         | A. J. Foyt Enterprises              | 53     | + 2 Runden   | 14    | 0              |
| 18   | 28  | Ryan Hunter-Reay    | Andretti Autosport                  | 50     | DNF          | 02    | 0              |
| 19   | 77  | Alex Tagliani       | Sam Schmidt Motorsports             | 48     | + 7 Runden   | 20    | 0              |
| 20   | 78  | Simona de Silvestro | Nuclear Clean Air Energy HVM Racing | 46     | + 9 Runden   | 13    | 0              |
| 21   | 03  | Hélio Castroneves   | Team Penske                         | 46     | + 9 Runden   | 07    | 0              |
| 22   | 82  | Tony Kanaan         | KV Racing Technology - Lotus        | 46     | + 9 Runden   | 21    | 0              |
| 23   | 07  | Danica Patrick      | Andretti Autosport                  | 46     | + 9 Runden   | 17    | 0              |
| 24   | 24  | Ana Beatriz         | Dreyer & Reinbold Racing            | 31     | DNF          | 25    | 0              |
| 25   | 17  | Raphael Matos       | AFS Racing                          | 28     | DNF          | 19    | 0              |
| 26   | 19  | Sébastien Bourdais  | Dale Coyne Racing                   | 20     | DNF          | 12    | 0              |

Quelle: Datenbank von indycar.com

### 5. Veranstaltung: 95. Indianapolis 500
Das Indianapolis 500 wurde 2011 als 100-jähriges Jubiläum gefeiert, da das erste Rennen 1911 stattfand. Da während der beiden Weltkriege einige Rennen ausgefallen sind, handelte es sich um die 95. Ausgabe des Rennens.
Bereits im Vorfeld der Qualifikation hatten einige Zwischenfälle von sich Reden gemacht. Simona de Silvestro hatte zwei Tage zuvor ihren Einsatzwagen bei einem Unfall verloren und sich bei diesem Verbrennungen an beiden Händen zugezogen. Unmittelbar vor dem Training hatte zudem Ryan Briscoe sein Einsatzauto zerstört. Beide mussten daher mit einem technisch nicht ganz gleichwertigen Ersatzauto die Qualifikation antreten.

#### Qualifying
Die Qualifikation wurde wie schon im vergangenen Jahr an zwei Tagen ausgefahren, wobei am ersten Tag 24 Startplätze zu vergeben waren. Theoretisch bewarben sich 40 Starter um die 33 Startplätze.
Relativ früh im Training zerstörte der für Dragon Racing startende Chinese Ho-Pin Tung seinen einzigen Wagen gleich im ersten Versuch, womit dieses Fahrzeug zurückgezogen wurde – die vorherigen Runden dieses Qualifikationsversuches hätten für eine klare Qualifikation gereicht. Der zweite Wagen von Dragon Racing verzichtete am ersten Tag auf Qualifikationsversuche, nachdem es Meinungsverschiedenheiten mit dem Fahrer Scott Speed über die Fahrbarkeit des Wagens gab. Anders als im Vorjahr waren die Stammfahrer der Serie nicht haushoch überlegen, sondern viele von ihnen mühten sich mit dem Erreichen eines Platzes unter den ersten 24 vergebens ab. Dadurch waren nach dem ersten Tag unter anderem alle vier Stammfahrer von Andretti Autosport (Marco Andretti, Mike Conway, Ryan Hunter-Reay und Danica Patrick), Paul Tracy (Dreyer & Reinbold), Ryan Briscoe (Penske) und die Ganassi-Autos von Graham Rahal und Charlie Kimball nicht qualifiziert. Im Gegensatz dazu hatte Simona de Silvestro sich trotz ihrer Handverletzung als 24. qualifiziert.
Ganz vorne qualifizierte sich überraschend Alex Tagliani (Sam Schmidt) vor Scott Dixon (Ganassi) und Oriol Servià (Newman/Haas). Die weiteren Plätze unter den Top 9, die am Abend noch einmal ihre Positionen untereinander ausfuhren, waren nicht weniger überraschend: Vier der Fahrer hatten bei diesem Rennen ihren ersten Start in der IndyCar-Series-Saison 2011. Buddy Rice (Panther) war gar seit zwei Jahren nicht mehr in einem IndyCar gesessen. Während im Vorjahr noch die großen Teams Penske und Ganassi das Geschehen dominierten, waren diese dieses Jahr deutlich gehemmt: Ganassi hatte bei beiden qualifizierten Autos Benzinprobleme, Penske war einzig mit dem auf Ovalen sonst eher schwächeren Will Power überhaupt in den Top 9.
Der zweite Tag begann erneut mit einem Unfall, diesmal war es Patrick Carpentier, der bei Dragon Racing als Ersatz für Scott Speed fahren sollte. Danach zog sich das Team vom diesjährigen Indianapolis 500 zurück. Während sich die meisten der oben genannten Fahrer am zweiten Tag relativ klar qualifizierten, galt dies mit Ausnahme von Danica Patrick nicht für die Autos von Andretti Autosport. Mike Conway gelang in seinen Versuchen keine einzige Runde, die auch nur ansatzweise ausgereicht hätte. Zehn Minuten vor Ende des Trainings ergab sich nun folgende Situation: Ryan Hunter-Reay und Marco Andretti waren als 32. und 33. am Ende des Feldes qualifiziert; neben diesen hatten lediglich die beiden bisher nicht qualifizierten Autos von Dale Coyne (James Jakes und Alex Lloyd) noch einen Versuch. In der Reihenfolge Lloyd, Jakes, Andretti und Hunter-Reay stellten sich diese nun für einen Versuch an, wobei die Zeit nur knapp für drei der vier reichen würde. Als erstes qualifizierte sich Lloyd klar für das Rennen, womit er Andretti verdrängte. Nun folgte ein Versuch von Jakes, der sich jedoch als vergebens erwies. 50 Sekunden vor dem Ende startete nun Andretti den Versuch, sich für das Rennen zu qualifizieren – zu diesem Zeitpunkt war bereits klar, dass nur zwei der vier Andretti-Autosport-Autos am Rennen teilnehmen würden; er oder Hunter-Reay. Tatsächlich war Andretti in der Lage, sich sogar als 28. für das Rennen zu qualifizieren.
Einen Tag nach der Qualifikation gab das Team A. J. Foyt Enterprises bekannt, dass Bruno Junqueira in dem Auto mit der Nummer 41 für das Rennen durch Ryan Hunter-Reay ersetzt wird. Damit war Junqueira nach 2009, wo er zu Gunsten seines damaligen Teamkollegen Alex Tagliani bei Conquest Racing verzichten musste, zum zweiten Mal Opfer eines nachträglichen Fahrerwechsels. In beiden Fällen ging es bei den Wechseln darum, dass ein regulärer IndyCar-Fahrer noch Meisterschaftspunkte einfahren konnte. Ungewöhnlich war dieses Mal jedoch ein Wechsel über Teamgrenzen hinaus, der seitens Foyt unter anderem mit der Tatsache, dass Hunter-Reay der siegreichste aktive US-amerikanische Fahrer ist und mit Sponsorverpflichtungen begründet wurde.

#### Rennen
| Platz | Fahrer           | Team                                      | Zeit         |
| ----- | ---------------- | ----------------------------------------- | ------------ |
| 1     | Dan Wheldon      | Bryan Herta Autosport with Curb/Agajanian | 2:56:11,7267 |
| 2     | J. R. Hildebrand | Panther Racing                            | + 2,1086     |
| 3     | Graham Rahal     | Service Central Chip Ganassi Racing       | + 5,5949     |
| PP    | Alex Tagliani    | Sam Schmidt Motorsports                   | 2:38,2613    |
| SR    | Dario Franchitti | Target Chip Ganassi Racing                | 40,0593      |

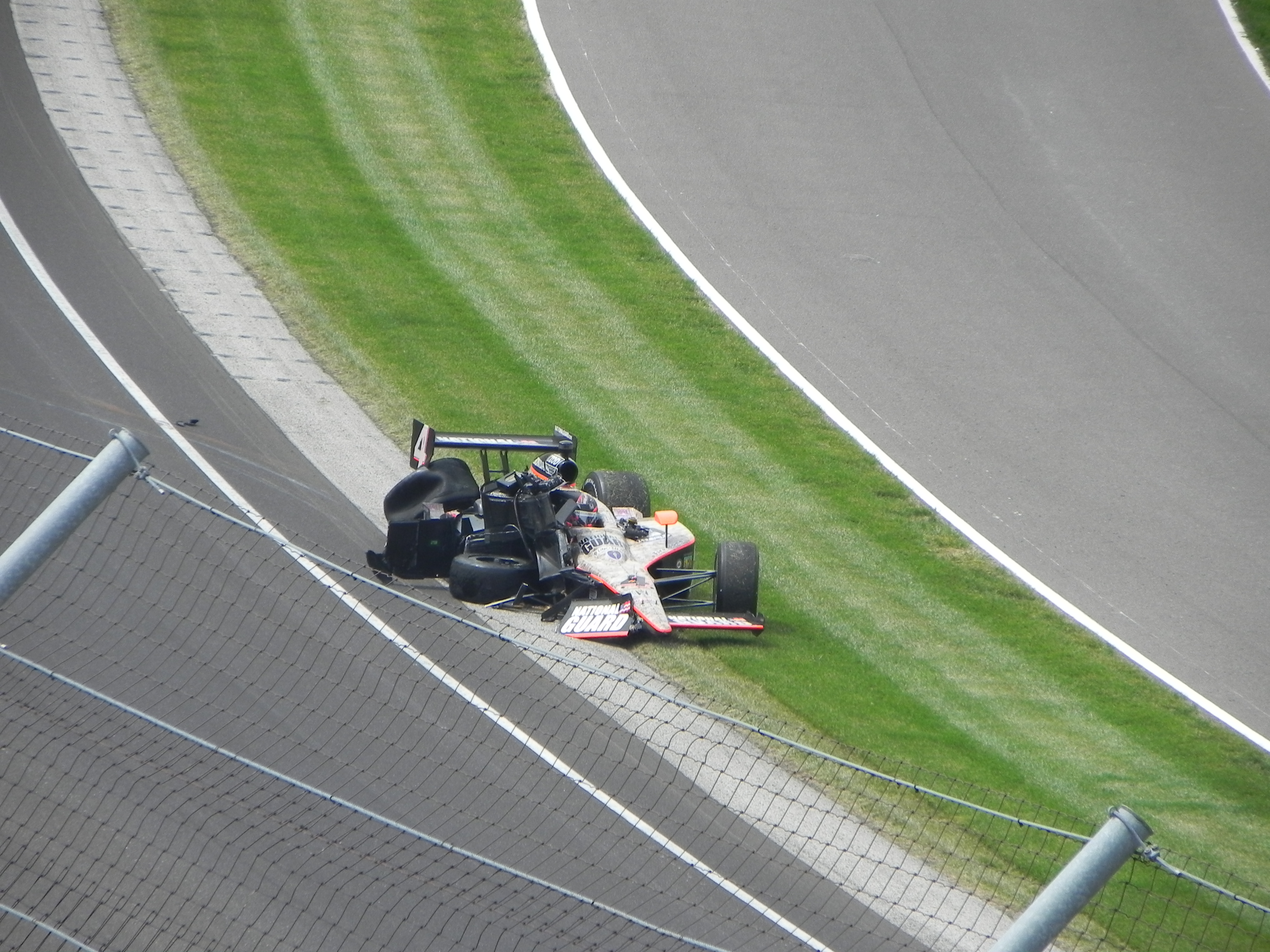
J. R. Hildebrand in Kurve 1 nach dem Rennen

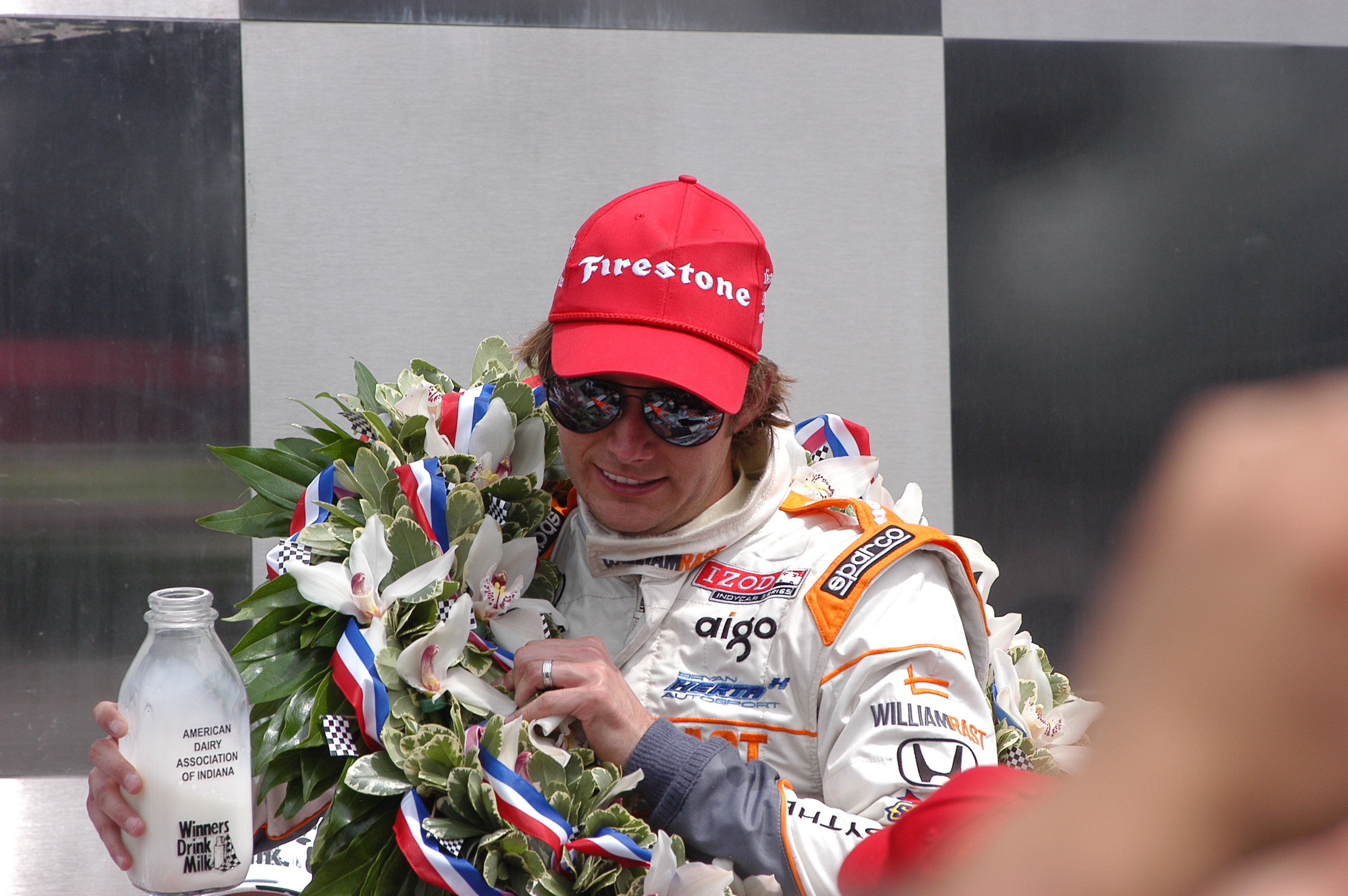
Dan Wheldon gewann auf den letzten Metern

Streckentyp: Ovalkurs (Superspeedway)
Das 95. Indianapolis 500 auf dem Indianapolis Motor Speedway, Indianapolis, Indiana, Vereinigte Staaten fand am 29. Mai 2011 statt und ging über eine Distanz von 200 Runden à 4,023 km, was einer Gesamtdistanz von 804,672 km entspricht.
Das Rennen wurde zunächst überraschend deutlich von den beiden Ganassi-Fahrern Scott Dixon und Dario Franchitti bestimmt. Alex Tagliani war der einzige Pilot, der mithalten konnte, der aber später aufgrund eines technischen Problems zunächst zurückfiel und in der Folge auch noch in der Mauer landete. Wenig später schied auch Taglianis Teamkollege, Townsend Bell nach einer Kollision mit Briscoe aus. Die dadurch ausgelöste Gelb-Phase war die letzte dieses Rennens, in dem es im Gegensatz zu den Vorjahren zu keinen Unfällen mit ernsthaften Verletzungen kam.
Kurz vor Schluss erwies sich das Rennen einmal mehr als Benzinpoker, bei dem einige Fahrer – insbesondere Danica Patrick und Bertrand Baguette, die beide einige Runden führten – auf ihr Heil in der Flucht und einen kurzen Boxenstopp; andere in extrem langsamen Rundenzeiten – hier insbesondere Franchitti und J. R. Hildebrand – suchten. Die Flucht-Strategie erwies sich ganz und gar nicht als hilfreich; die langsame funktionierte insbesondere für Franchitti ebenfalls nicht. Als Baguette vier Runden vor Schluss an die Box musste, übernahm Hildebrand in seinem ersten Indianapolis 500 die Führung. Diese behielt er mit praktisch leeren Tank bis in die allerletzte Kurve. In dieser verlor er jedoch bei einer Überrundung von Charlie Kimball die Kontrolle über seinen Wagen und landete in der Mauer. An dieser entlang rutschte er nun ins Ziel, verlor dabei aber die Führung an Dan Wheldon. Der Brite Wheldon, der sein erstes Rennen der Saison überhaupt bestritt, gewann damit zum zweiten Mal das Indianapolis 500. Für sein Team, Bryan Herta Autosport, war es wiederum das zweite IndyCar-Rennen überhaupt. Damit wurde zum ersten Mal seit 2005 wieder ein Oval-Rennen von einem Fahrer gewonnen, der nicht für eines der drei großen Teams – Andretti, Ganassi bzw. Penske – fuhr. Hildebrand wurde als Zweiter gewertet, womit zum vierten Mal in Folge ein Fahrer von Panther Racing diesen Platz belegte. Graham Rahal kam auf dem dritten Platz ins Ziel.
Für die drei klassischen Topteams war das Rennen weniger erfolgreich. Ganassi war mit seinen beiden Topautos am Anfang dominant, wurde aber am Ende vom Verbrauch gestoppt. Bester Ganassi-Pilot war Rahal. Für Andretti Autosport fiel einzig Danica Patrick auf, wobei sich Marco Andretti zumeist nicht weit dahinter befand und schließlich mit dem neunten Platz die beste Platzierung für das Team erzielte. Das Team Penske hatte den Ausfall von Ryan Briscoe, einen missglückten Boxenstopp mit einem verlorenen Rad bei Will Power und einen Reifenschaden bei Hélio Castroneves zu verbuchen. Mit einer Runde Rückstand wurde Power als 14. bester Pilot des Teams.
Wheldon saß bei seinem Sieg im wahrscheinlich ältesten Dallara-Chassis (Baujahr 2003) des ganzen Feldes.
| Pos. | Nr. | Fahrer              | Team                                      | Runden | Zeit         | Start | Führungsrunden |
| ---- | --- | ------------------- | ----------------------------------------- | ------ | ------------ | ----- | -------------- |
| 01   | 98  | Dan Wheldon         | Bryan Herta Autosport with Curb/Agajanian | 200    | 2:56:11,7267 | 06    | 01             |
| 02   | 04  | J. R. Hildebrand    | Panther Racing                            | 200    | + 2,1086     | 12    | 07             |
| 03   | 38  | Graham Rahal        | Service Central Chip Ganassi Racing       | 200    | + 5,5949     | 29    | 06             |
| 04   | 82  | Tony Kanaan         | KV Racing Technology - Lotus              | 200    | + 7,4870     | 22    | 0              |
| 05   | 09  | Scott Dixon         | Target Chip Ganassi Racing                | 200    | + 9,5434     | 02    | 73             |
| 06   | 02  | Oriol Servià        | Newman/Haas Racing                        | 200    | + 9,5435     | 03    | 18             |
| 07   | 30  | Bertrand Baguette   | Rahal Letterman Lanigan Racing            | 200    | + 23,9631    | 14    | 11             |
| 08   | 07  | Tomas Scheckter     | SH Racing                                 | 200    | + 24,3299    | 21    | 0              |
| 09   | 26  | Marco Andretti      | Andretti Autosport                        | 200    | + 25,4711    | 27    | 0              |
| 10   | 07  | Danica Patrick      | Andretti Autosport                        | 200    | + 26,4483    | 25    | 10             |
| 11   | 67  | Ed Carpenter        | Sarah Fisher Racing                       | 200    | + 27,0375    | 08    | 03             |
| 12   | 10  | Dario Franchitti    | Target Chip Ganassi Racing                | 200    | + 56,4167    | 09    | 51             |
| 13   | 83  | Charlie Kimball     | Novo Nordisk Chip Ganassi Racing          | 199    | + 1 Runde    | 28    | 0              |
| 14   | 12  | Will Power          | Team Penske                               | 199    | + 1 Runde    | 05    | 0              |
| 15   | 14  | Vitor Meira         | A. J. Foyt Enterprises                    | 199    | + 1 Runde    | 11    | 0              |
| 16   | 22  | Justin Wilson       | Dreyer & Reinbold Racing                  | 199    | + 1 Runde    | 19    | 0              |
| 17   | 03  | Hélio Castroneves   | Team Penske                               | 199    | + 1 Runde    | 16    | 0              |
| 18   | 44  | Buddy Rice          | Panther Racing                            | 198    | + 2 Runden   | 07    | 0              |
| 19   | 19  | Alex Lloyd          | Dale Coyne Racing                         | 198    | + 2 Runden   | 30    | 0              |
| 20   | 36  | Pippa Mann          | Conquest Racing                           | 198    | + 2 Runden   | 31    | 0              |
| 21   | 24  | Ana Beatriz         | Dreyer & Reinbold Racing                  | 197    | + 3 Runden   | 32    | 0              |
| 22   | 43  | John Andretti       | Richard Petty/Andretti Autosport          | 197    | + 3 Runden   | 17    | 0              |
| 23   | 41  | Ryan Hunter-Reay    | A. J. Foyt Enterprises                    | 197    | + 3 Runden   | 33    | 0              |
| 24   | 11  | Davey Hamilton      | Dreyer & Reinbold Racing                  | 193    | + 7 Runden   | 15    | 0              |
| 25   | 23  | Paul Tracy          | Dreyer & Reinbold Racing                  | 175    | + 25 Runden  | 24    | 0              |
| 26   | 99  | Townsend Bell       | Sam Schmidt Motorsports                   | 157    | DNF          | 04    | 0              |
| 27   | 06  | Ryan Briscoe        | Team Penske                               | 157    | DNF          | 26    | 0              |
| 28   | 77  | Alex Tagliani       | Sam Schmidt Motorsports                   | 147    | DNF          | 01    | 20             |
| 29   | 06  | James Hinchcliffe   | Newman/Haas Racing                        | 099    | DNF          | 13    | 0              |
| 30   | 88  | Jay Howard          | Sam Schmidt Motorsports                   | 060    | DNF          | 20    | 0              |
| 31   | 78  | Simona de Silvestro | Nuclear Clean Air Energy HVM Racing       | 044    | DNF          | 23    | 0              |
| 32   | 59  | E. J. Viso          | KV Racing Technology - Lotus              | 027    | DNF          | 18    | 0              |
| 33   | 05  | Takuma Satō         | KV Racing Technology - Lotus              | 020    | DNF          | 10    | 0              |

Quelle: Datenbank von indycar.com

### 6. Veranstaltung: Firestone Twin 275s
Bei den Firestone Twin 275s auf dem Texas Motor Speedway, Fort Worth, Texas, Vereinigte Staaten fanden am 11. Juni 2011 zwei Rennen statt, die jeweils über eine Distanz von 114 Runden à 2,342 km, was einer Gesamtdistanz von 266,942 km entspricht, gingen. Für jedes Rennen wurden halbe Punkte vergeben, wobei halbe Punkte abgerundet wurden.
Während die Startaufstellung für das erste Rennen wie üblich durch ein Qualifying ermittelt wurde, entschied das Los über die Startaufstellung des zweiten Rennens.
Abgesehen vom Indianapolis 500 traten mit 30 Fahrern zu den Firestone Twin 275s erstmals wieder mindestens 30 Fahrer an, wie in der Saison 1997, wo beim Saisonfinale 31 Fahrzeuge gemeldet waren.
Dan Wheldon, der Sieger des Indianapolis 500, das zwei Wochen zuvor stattfand, arbeitete bei dieser Veranstaltung als Kommentator für den US-amerikanischen Fernsehsender Versus.

#### Erstes Rennen
| Platz | Fahrer           | Team                         | Zeit       |
| ----- | ---------------- | ---------------------------- | ---------- |
| 1     | Dario Franchitti | Target Chip Ganassi Racing   | 54:47,2787 |
| 2     | Scott Dixon      | Target Chip Ganassi Racing   | + 0,0527   |
| 3     | Will Power       | Team Penske                  | + 0,2064   |
| PP    | Alex Tagliani    | Sam Schmidt Motorsports      | 48,6834    |
| SR    | E. J. Viso       | KV Racing Technology - Lotus | 24,2205    |

Streckentyp: Ovalkurs (Speedway)
Das erste Rennen wurde überlegen von Dario Franchitti vor seinem zeitweise nach hinten abblockenden Teamkollegen Scott Dixon und Will Power gewonnen. Franchitti übernahm bereits beim Start die Führung vom Pole-Setter Alex Tagliani. Wie schon in Indianapolis vermochte Tagliani die Geschwindigkeit über die Renndistanz nicht halten. Für die einzige Gelb-Phase sorgte eine Kollision zwischen Charlie Kimball und Wade Cunningham. Letzterer absolvierte bei dem Rennen seinen ersten IndyCar-Einsatz überhaupt. Allgemein hatten sich die Fahrer über das Rennen zurückgehalten, um keinen Ausfall zu provozieren, der auch einen Nachteil für das zweite Rennen bedeutet hätte.
Bis zur einzigen Gelbphase des Rennens lag die Durchschnittsgeschwindigkeit mit 335 km/h auf Rekordniveau.
| Pos. | Nr. | Fahrer              | Team                                | Runden | Zeit        | Start | Führungsrunden |
| ---- | --- | ------------------- | ----------------------------------- | ------ | ----------- | ----- | -------------- |
| 01   | 10  | Dario Franchitti    | Target Chip Ganassi Racing          | 114    | 54:47,2787  | 02    | 110            |
| 02   | 09  | Scott Dixon         | Target Chip Ganassi Racing          | 114    | + 0,0527    | 07    | 001            |
| 03   | 12  | Will Power          | Team Penske                         | 114    | + 0,2064    | 03    | 000            |
| 04   | 77  | Alex Tagliani       | Sam Schmidt Motorsports             | 114    | + 0,4109    | 01    | 001            |
| 05   | 05  | Takuma Satō         | KV Racing Technology - Lotus        | 114    | + 1,4174    | 04    | 000            |
| 06   | 06  | Ryan Briscoe        | Team Penske                         | 114    | + 1,4337    | 09    | 000            |
| 07   | 59  | E. J. Viso          | KV Racing Technology - Lotus        | 114    | + 2,1127    | 19    | 000            |
| 08   | 14  | Vitor Meira         | A. J. Foyt Enterprises              | 114    | + 2,5355    | 12    | 001            |
| 09   | 38  | Graham Rahal        | Service Central Chip Ganassi Racing | 114    | + 2,8146    | 20    | 000            |
| 10   | 03  | Hélio Castroneves   | Team Penske                         | 114    | + 4,3388    | 13    | 001            |
| 11   | 82  | Tony Kanaan         | KV Racing Technology - Lotus        | 114    | + 4,7842    | 06    | 000            |
| 12   | 08  | Paul Tracy          | Dragon Racing                       | 114    | + 7,0114    | 21    | 000            |
| 13   | 26  | Marco Andretti      | Andretti Autosport                  | 113    | + 1 Runde   | 23    | 000            |
| 14   | 19  | Alex Lloyd          | Dale Coyne Racing                   | 113    | + 1 Runde   | 25    | 000            |
| 15   | 88  | Jay Howard          | Sam Schmidt Motorsports             | 113    | + 1 Runde   | 28    | 000            |
| 16   | 07  | Danica Patrick      | Andretti Autosport                  | 113    | + 1 Runde   | 10    | 000            |
| 17   | 22  | Justin Wilson       | Dreyer & Reinbold Racing            | 113    | + 1 Runde   | 27    | 000            |
| 18   | 67  | Ed Carpenter        | Sarah Fisher Racing                 | 113    | + 1 Runde   | 05    | 000            |
| 19   | 28  | Ryan Hunter-Reay    | Andretti Autosport                  | 113    | + 1 Runde   | 16    | 000            |
| 20   | 06  | James Hinchcliffe   | Newman/Haas Racing                  | 113    | + 1 Runde   | 15    | 000            |
| 21   | 02  | Oriol Servià        | Newman/Haas Racing                  | 112    | + 2 Runden  | 14    | 000            |
| 22   | 24  | Ana Beatriz         | Dreyer & Reinbold Racing            | 112    | + 2 Runden  | 24    | 000            |
| 23   | 04  | J. R. Hildebrand    | Panther Racing                      | 112    | + 2 Runden  | 11    | 000            |
| 24   | 27  | Mike Conway         | Andretti Autosport                  | 112    | + 2 Runden  | 22    | 000            |
| 25   | 18  | James Jakes         | Dale Coyne Racing                   | 112    | + 2 Runden  | 30    | 000            |
| 26   | 78  | Simona de Silvestro | Nuclear Clean Air Energy HVM Racing | 111    | + 3 Runden  | 29    | 000            |
| 27   | 11  | Davey Hamilton      | Dreyer & Reinbold Racing            | 109    | + 5 Runden  | 18    | 000            |
| 28   | 34  | Sebastian Saavedra  | Conquest Racing                     | 097    | + 17 Runden | 26    | 000            |
| 29   | 99  | Wade Cunningham     | Sam Schmidt Motorsports             | 092    | DNF         | 08    | 000            |
| 30   | 83  | Charlie Kimball     | Novo Nordisk Chip Ganassi Racing    | 091    | DNF         | 17    | 000            |

Quelle: Datenbank von indycar.com

#### Zweites Rennen
| Platz | Fahrer       | Team                       | Zeit       |
| ----- | ------------ | -------------------------- | ---------- |
| 1     | Will Power   | Team Penske                | 48:08,9739 |
| 2     | Scott Dixon  | Target Chip Ganassi Racing | + 0,9466   |
| 3     | Ryan Briscoe | Team Penske                | + 4,6524   |
| SR    | Scott Dixon  | Target Chip Ganassi Racing | 24,2894    |

Streckentyp: Ovalkurs (Speedway)
Die Auslosung der Startaufstellung für das zweite Rennen sorgte für eine gemischte Startaufstellung. Franchitti wurde nur auf Platz 28 gelost, was bei ihm für wenig Begeisterung sorgte. Sein Teamkollege Dixon erhielt mit der 18. Startposition ebenfalls keinen guten Startplatz. Währenddessen bekam Power, der die Meisterschaft zu diesem Zeitpunkt vor Franchitti anführte, den dritten Platz. Die erste Startreihe ging an Tony Kanaan auf der Pole-Position und Cunningham.
Das Losverfahren wurde nach dem Rennen von einigen Piloten als unfair kritisiert. Franchitti bezeichnete es als „Lotterie“, Dixon sprach von einem „Witz“. Randy Bernard, Chef der IndyCar Series, übernahm nach dem Rennen die Verantwortung für die Ausgangssituation.
Im Gegensatz zum ersten Rennen fand der zweite Lauf durchgängig unter grünen Flaggen statt und alle 30 Starter erreichten das Ziel. Beim Start behielt Kanaan die Führung vor Power, der seinen Kontrahenten nach 42 Runden attackierte und überholte. Boxenstoppbereinigt behielt Power von diesem Zeitpunkt an die Führungsposition. Hinter den zwei führenden Piloten lagen Ryan Briscoe, Hélio Castroneves und Dixon, der von Platz 18 startend einige Überholmanöver zeigte. In der 74. Runde übernahm Dixon schließend den zweiten Platz und war im Windschatten von Power. Da die vielen Überholmanöver die Reifen von Dixon stark belastet hatten, musste er beim finalen Boxenstopp einen Reifenwechsel durchführen. Dadurch verlor er Zeit auf Power, die er nicht mehr aufholte.
Power erzielte schließlich seinen ersten Sieg auf einem Ovalkurs vor Dixon und Briscoe. Franchitti kam nach einigen Überholvorgängen auf dem siebten Platz ins Ziel. In der Meisterschaft gelang es Power damit, die Führung vor Franchitti auszubauen.
| Pos. | Nr. | Fahrer              | Team                                | Runden | Zeit        | Start | Führungsrunden |
| ---- | --- | ------------------- | ----------------------------------- | ------ | ----------- | ----- | -------------- |
| 01   | 12  | Will Power          | Team Penske                         | 114    | 48:08,9739  | 03    | 68             |
| 02   | 09  | Scott Dixon         | Target Chip Ganassi Racing          | 114    | + 0,9466    | 18    | 01             |
| 03   | 06  | Ryan Briscoe        | Team Penske                         | 114    | + 4,6524    | 12    | 03             |
| 04   | 03  | Hélio Castroneves   | Team Penske                         | 114    | + 9,5738    | 06    | 01             |
| 05   | 82  | Tony Kanaan         | KV Racing Technology - Lotus        | 114    | + 14,3723   | 01    | 39             |
| 06   | 26  | Marco Andretti      | Andretti Autosport                  | 114    | + 16,9488   | 27    | 0              |
| 07   | 10  | Dario Franchitti    | Target Chip Ganassi Racing          | 114    | + 18,4374   | 28    | 0              |
| 08   | 07  | Danica Patrick      | Andretti Autosport                  | 114    | + 18,5558   | 20    | 0              |
| 09   | 28  | Ryan Hunter-Reay    | Andretti Autosport                  | 114    | + 21,7976   | 05    | 0              |
| 10   | 59  | E. J. Viso          | KV Racing Technology - Lotus        | 114    | + 24,0923   | 29    | 02             |
| 11   | 14  | Vitor Meira         | A. J. Foyt Enterprises              | 114    | + 24,6397   | 07    | 0              |
| 12   | 05  | Takuma Satō         | KV Racing Technology - Lotus        | 113    | + 1 Runde   | 25    | 0              |
| 13   | 08  | Paul Tracy          | Dragon Racing                       | 113    | + 1 Runde   | 14    | 0              |
| 14   | 77  | Alex Tagliani       | Sam Schmidt Motorsports             | 113    | + 1 Runde   | 16    | 0              |
| 15   | 02  | Oriol Servià        | Newman/Haas Racing                  | 113    | + 1 Runde   | 17    | 0              |
| 16   | 67  | Ed Carpenter        | Sarah Fisher Racing                 | 113    | + 1 Runde   | 10    | 0              |
| 17   | 27  | Mike Conway         | Andretti Autosport                  | 113    | + 1 Runde   | 26    | 0              |
| 18   | 04  | J. R. Hildebrand    | Panther Racing                      | 113    | + 1 Runde   | 21    | 0              |
| 19   | 06  | James Hinchcliffe   | Newman/Haas Racing                  | 113    | + 1 Runde   | 09    | 0              |
| 20   | 88  | Jay Howard          | Sam Schmidt Motorsports             | 113    | + 1 Runde   | 13    | 0              |
| 21   | 22  | Justin Wilson       | Dreyer & Reinbold Racing            | 113    | + 1 Runde   | 30    | 0              |
| 22   | 24  | Ana Beatriz         | Dreyer & Reinbold Racing            | 113    | + 1 Runde   | 15    | 0              |
| 23   | 83  | Charlie Kimball     | Novo Nordisk Chip Ganassi Racing    | 112    | + 2 Runden  | 08    | 0              |
| 24   | 19  | Alex Lloyd          | Dale Coyne Racing                   | 112    | + 2 Runden  | 19    | 0              |
| 25   | 11  | Davey Hamilton      | Dreyer & Reinbold Racing            | 112    | + 2 Runden  | 24    | 0              |
| 26   | 99  | Wade Cunningham     | Sam Schmidt Motorsports             | 112    | + 2 Runden  | 02    | 0              |
| 27   | 78  | Simona de Silvestro | Nuclear Clean Air Energy HVM Racing | 111    | + 3 Runden  | 22    | 0              |
| 28   | 18  | James Jakes         | Dale Coyne Racing                   | 111    | + 3 Runden  | 23    | 0              |
| 29   | 34  | Sebastian Saavedra  | Conquest Racing                     | 111    | + 3 Runden  | 11    | 0              |
| 30   | 38  | Graham Rahal        | Service Central Chip Ganassi Racing | 104    | + 10 Runden | 04    | 0              |

Quelle: Datenbank von indycar.com

### 7. Veranstaltung: The Milwaukee 225
| Platz | Fahrer           | Team                                | Zeit         |
| ----- | ---------------- | ----------------------------------- | ------------ |
| 1     | Dario Franchitti | Target Chip Ganassi Racing          | 1:56:43,5877 |
| 2     | Graham Rahal     | Service Central Chip Ganassi Racing | + 1,4271     |
| 3     | Oriol Servià     | Newman/Haas Racing                  | + 2,7703     |
| PP    | Dario Franchitti | Target Chip Ganassi Racing          | 42,7766      |
| SR    | Dario Franchitti | Target Chip Ganassi Racing          | 22,3693      |

Streckentyp: Ovalkurs (Speedway)
Das Milwaukee 225 auf der Milwaukee Mile, West Allis, Wisconsin, Vereinigte Staaten fand am 19. Juni 2011 statt und ging über eine Distanz von 225 Runden à 1,633 km, was einer Gesamtdistanz von 367,534 km entspricht.
Im Qualifying hatte Simona de Silvestro, wie schon in Indianapolis, einen schweren Unfall. In der Aufwärmrunde verlor sie die Kontrolle über ihr Fahrzeug und schlug zunächst außen, dann innen in die Streckenbegrenzung ein. Bis auf einer Wunde am linken Knie blieb sie unverletzt. Trotz Schmerzen erhielt sie die Freigabe zum Rennstart.
Nachdem Dario Franchitti das Rennen in der ersten Rennhälfte dominiert hatte, wurde er anschließend von Tony Kanaan und Hélio Castroneves unter Druck gesetzt. Beiden Piloten gelang es schließlich auch, Franchitti zu überholen. Innerhalb weniger Runden verloren allerdings beide die Chance auf den Sieg. Während Kanaan auf Platz zwei ohne Fremdeinwirkung in die Mauer fuhr, drohte sich bei Castroneves ein Rad zu lösen, woraufhin er an die Box musste.
Franchitti gewann schließlich das Rennen vor seinem Ganassi-Teamkollegen Graham Rahal und Oriol Servià. Der Meisterschaftsführende Will Power verbesserte sich in dem Rennen vom 17. auf den 4. Platz. Power behielt die Führung in der Meisterschaft, wobei Franchitti nach Punkten mit ihm gleichzog.
Die geringe Anzahl von 15.000 Zuschauern enttäuschte die Verantwortlichen der IndyCar Series.
| Pos. | Nr. | Fahrer              | Team                                | Runden | Zeit         | Start | Führungsrunden |
| ---- | --- | ------------------- | ----------------------------------- | ------ | ------------ | ----- | -------------- |
| 01   | 10  | Dario Franchitti    | Target Chip Ganassi Racing          | 225    | 1:56:43,5877 | 01    | 161            |
| 02   | 38  | Graham Rahal        | Service Central Chip Ganassi Racing | 225    | + 1,4271     | 12    | 000            |
| 03   | 02  | Oriol Servià        | Newman/Haas Racing                  | 225    | + 2,7703     | 10    | 000            |
| 04   | 12  | Will Power          | Team Penske                         | 225    | + 3,8756     | 17    | 000            |
| 05   | 07  | Danica Patrick      | Andretti Autosport                  | 225    | + 4,2289     | 15    | 000            |
| 06   | 06  | James Hinchcliffe   | Newman/Haas Racing                  | 225    | + 5,2021     | 16    | 000            |
| 07   | 09  | Scott Dixon         | Target Chip Ganassi Racing          | 225    | + 5,7803     | 03    | 000            |
| 08   | 05  | Takuma Satō         | KV Racing Technology - Lotus        | 225    | + 6,1011     | 05    | 000            |
| 09   | 03  | Hélio Castroneves   | Team Penske                         | 225    | + 6,3643     | 02    | 031            |
| 10   | 22  | Justin Wilson       | Dreyer & Reinbold Racing            | 225    | + 6,8905     | 13    | 000            |
| 11   | 06  | Ryan Briscoe        | Team Penske                         | 225    | + 8,2475     | 08    | 000            |
| 12   | 27  | Mike Conway         | Andretti Autosport                  | 225    | + 8,9469     | 20    | 000            |
| 13   | 26  | Marco Andretti      | Andretti Autosport                  | 225    | + 9,8659     | 09    | 000            |
| 14   | 83  | Charlie Kimball     | Novo Nordisk Chip Ganassi Racing    | 224    | + 1 Runde    | 21    | 000            |
| 15   | 18  | James Jakes         | Dale Coyne Racing                   | 223    | + 2 Runden   | 23    | 000            |
| 16   | 67  | Ed Carpenter        | Sarah Fisher Racing                 | 223    | + 2 Runden   | 25    | 000            |
| 17   | 24  | Ana Beatriz         | Dreyer & Reinbold Racing            | 222    | + 3 Runden   | 11    | 000            |
| 18   | 77  | Alex Tagliani       | Sam Schmidt Motorsports             | 196    | DNF          | 19    | 000            |
| 19   | 82  | Tony Kanaan         | KV Racing Technology - Lotus        | 194    | DNF          | 04    | 033            |
| 20   | 59  | E. J. Viso          | KV Racing Technology - Lotus        | 163    | DNF          | 06    | 000            |
| 21   | 04  | J. R. Hildebrand    | Panther Racing                      | 120    | DNF          | 18    | 000            |
| 22   | 19  | Alex Lloyd          | Dale Coyne Racing                   | 079    | DNF          | 14    | 000            |
| 23   | 34  | Sebastian Saavedra  | Conquest Racing                     | 078    | DNF          | 24    | 000            |
| 24   | 14  | Vitor Meira         | A. J. Foyt Enterprises              | 069    | DNF          | 22    | 000            |
| 25   | 78  | Simona de Silvestro | Nuclear Clean Air Energy HVM Racing | 011    | DNF          | 26    | 000            |
| 26   | 28  | Ryan Hunter-Reay    | Andretti Autosport                  | 000    | DNF          | 07    | 000            |

Quelle: Datenbank von indycar.com

### 8. Veranstaltung: Iowa Corn Indy 250
| Platz | Fahrer         | Team                         | Zeit         |
| ----- | -------------- | ---------------------------- | ------------ |
| 1     | Marco Andretti | Andretti Autosport           | 1:53:00,1074 |
| 2     | Tony Kanaan    | KV Racing Technology - Lotus | + 0,7932     |
| 3     | Scott Dixon    | Target Chip Ganassi Racing   | + 1,1067     |
| PP    | Takuma Satō    | KV Racing Technology - Lotus | 35,6857      |
| SR    | Alex Tagliani  | Sam Schmidt Motorsports      | 18,0958      |

Streckentyp: Ovalkurs (Short Track)
Das Iowa Corn Indy 250 auf dem Iowa Speedway, Newton, Iowa, Vereinigte Staaten fand am 25. Juni 2011 statt und ging über eine Distanz von 250 Runden à 1,439 km, was einer Gesamtdistanz von 359,688 km entspricht.
Zum Rennwochenende erhielt Simona de Silvestro wegen der Nachwirkungen eines Unfalls bei der vorherigen Veranstaltung keine Starterlaubnis. Sie ging dennoch als „nicht gestartet“ in die Wertung ein.
Im Qualifying gelang es Takuma Satō, erstmals die Pole-Position zu erzielen. Es war zudem die erste Pole-Positions eines Japaners in der IndyCar Series. Im anschließenden Abendtraining verlor Satō beinahe die erste Startposition, da er sein Auto in einem Unfall zerstörte. Seinen Mechanikern gelang es allerdings, das Fahrzeug rechtzeitig wieder in Stand zu setzen.
Während des Rennens gab es zahlreiche Ausfälle, so dass nur 16 Autos das Rennen beendeten. Unter anderem schied Will Power, der die Meisterschaft bis zu diesem Rennen anführte, aus. Bei einem Überholmanöver verlor er die Kontrolle über sein Fahrzeug und schlug rücklings in die Streckenbegrenzung in Kurve 2 ein. Er verließ das Auto aus eigener Kraft. Im Anschluss an das Rennen wurde bei ihm eine Gehirnerschütterung diagnostiziert. Mit verantwortlich für diesen Unfall war ein vorausgegangener Zwischenfall in der Box. Power wurde von seinem Team zu früh losgelassen, wodurch er Charlie Kimballs Auto berührte. Dabei wurde, nach Aussagen von Power, die Spur beschädigt. In derselben Kurve wie Power verlor schließlich auch Satō sein Auto und fuhr in die Mauer.
An der Spitze setzte sich schließlich Marco Andretti in einem Duell über mehrere Runden gegen Tony Kanaan durch. Scott Dixon wurde Dritter. Die meisten Runden in Führung lag Dario Franchitti, der auf dem fünften Platz ins Ziel kam. Er übernahm damit die Führung in der Meisterschaft von Power. Es war Andrettis erster Sieg auf einem Ovalkurs und sein zweiter überhaupt. Sein einziger Rennsieg bisher war 5 Jahre zuvor in Sonoma 2006.
| Pos. | Nr. | Fahrer              | Team                                | Runden | Zeit         | Start | Führungsrunden |
| ---- | --- | ------------------- | ----------------------------------- | ------ | ------------ | ----- | -------------- |
| 01   | 26  | Marco Andretti      | Andretti Autosport                  | 250    | 1:53:00,1074 | 17    | 042            |
| 02   | 82  | Tony Kanaan         | KV Racing Technology - Lotus        | 250    | + 0,7932     | 03    | 025            |
| 03   | 09  | Scott Dixon         | Target Chip Ganassi Racing          | 250    | + 1,1067     | 23    | 000            |
| 04   | 04  | J. R. Hildebrand    | Panther Racing                      | 250    | + 1,4856     | 04    | 004            |
| 05   | 10  | Dario Franchitti    | Target Chip Ganassi Racing          | 250    | + 1,8926     | 06    | 172            |
| 06   | 06  | Ryan Briscoe        | Team Penske                         | 250    | + 2,3628     | 10    | 000            |
| 07   | 03  | Hélio Castroneves   | Team Penske                         | 250    | + 2,6732     | 13    | 000            |
| 08   | 28  | Ryan Hunter-Reay    | Andretti Autosport                  | 250    | + 4,1625     | 08    | 000            |
| 09   | 06  | James Hinchcliffe   | Newman/Haas Racing                  | 250    | + 5,6272     | 07    | 000            |
| 10   | 07  | Danica Patrick      | Andretti Autosport                  | 250    | + 6,0327     | 02    | 000            |
| 11   | 67  | Ed Carpenter        | Sarah Fisher Racing                 | 250    | + 7,6745     | 14    | 000            |
| 12   | 22  | Justin Wilson       | Dreyer & Reinbold Racing            | 250    | + 14,1527    | 12    | 000            |
| 13   | 19  | Alex Lloyd          | Dale Coyne Racing                   | 250    | + 16,8865    | 22    | 000            |
| 14   | 02  | Oriol Servià        | Newman/Haas Racing                  | 249    | + 1 Runde    | 11    | 000            |
| 15   | 38  | Graham Rahal        | Service Central Chip Ganassi Racing | 249    | + 1 Runde    | 20    | 000            |
| 16   | 77  | Alex Tagliani       | Sam Schmidt Motorsports             | 249    | + 1 Runde    | 15    | 000            |
| 17   | 59  | E. J. Viso          | KV Racing Technology - Lotus        | 239    | DNF          | 19    | 000            |
| 18   | 14  | Vitor Meira         | A. J. Foyt Enterprises              | 227    | DNF          | 16    | 000            |
| 19   | 05  | Takuma Satō         | KV Racing Technology - Lotus        | 182    | DNF          | 01    | 007            |
| 20   | 34  | Sebastian Saavedra  | Conquest Racing                     | 114    | DNF          | 25    | 000            |
| 21   | 12  | Will Power          | Team Penske                         | 089    | DNF          | 05    | 000            |
| 22   | 83  | Charlie Kimball     | Novo Nordisk Chip Ganassi Racing    | 062    | DNF          | 21    | 000            |
| 23   | 24  | Ana Beatriz         | Dreyer & Reinbold Racing            | 044    | DNF          | 18    | 000            |
| 24   | 27  | Mike Conway         | Andretti Autosport                  | 044    | DNF          | 09    | 000            |
| 25   | 18  | James Jakes         | Dale Coyne Racing                   | 022    | DNF          | 24    | 000            |
| 26   | 78  | Simona de Silvestro | Nuclear Clean Air Energy HVM Racing | 000    | DNS          | 26    | 000            |

Quelle: Datenbank von indycar.com

### 9. Veranstaltung: Honda Indy Toronto
| Platz | Fahrer           | Team                       | Zeit         |
| ----- | ---------------- | -------------------------- | ------------ |
| 1     | Dario Franchitti | Target Chip Ganassi Racing | 1:56:32,1501 |
| 2     | Scott Dixon      | Target Chip Ganassi Racing | + 0,7345     |
| 3     | Ryan Hunter-Reay | Andretti Autosport         | + 6,0144     |
| PP    | Will Power       | Team Penske                | 59,5771      |
| SR    | Justin Wilson    | Dreyer & Reinbold Racing   | 1:00,6386    |

Streckentyp: temporäre Rennstrecke (Stadtkurs)
Das Honda Indy Toronto in den Streets of Toronto, Toronto, Ontario, Kanada fand am 10. Juli 2011 statt und ging über eine Distanz von 85 Runden à 2,824 km, was einer Gesamtdistanz von 240,074 km entspricht.
Im Qualifying erzielte Will Power, wie auf bisher jedem Straßenkurs in dieser Saison, die Pole-Position. Saisonübergreifend war es die achte Pole-Position auf einem Straßenkurs in Folge.
Im Rennen ereigneten sich einige Unfälle, was zu acht Gelb-Phasen und insgesamt 32 Runden hinter dem Safety Car führte. Beim Start behielt Power die Führung und verteidigte diese auch beim ersten Restart, der nach einer Kollision zwischen Tony Kanaan und Ryan Briscoe notwendig wurde. Anschließend gelang es Power, sich zusammen mit Scott Dixon vom restlichen Feld abzusetzen. Diverse Piloten, darunter auch der zu diesem Zeitpunkt Dritte, Dario Franchitti, setzen mit einem frühen Boxenstopp auf eine andere Strategie, um von einer möglichen Gelbphase zu profitieren.
In der 31. Runde kam es schließlich zu dieser Gelbphase, nachdem Alex Tagliani und Hélio Castroneves in einer Kollision verwickelt waren. Dadurch wurde Klassement durchgemischt: Während Power und Dixon ins Mittelfeld zurückfielen, übernahm Franchitti die Führung. Nach dem Restart kam es zu einigen weiteren Kollisionen, die weitere Gelbphase auslösten. In der 57. Runde kam es schließlich zu einer prominent besetzen Kollision. In Kurve 3 drehte Franchitti, der durch einen Boxenstopp Positionen verloren hatte, seinen Titelkontrahenten Power um. Während Franchitti weiterfuhr, fiel Power noch weiter nach hinten zurück. Knapp zehn Runden später war Power in eine weitere Kollision, diesmal mit Tagliani verwickelt, die sein Rennen beendete.
An der Spitze lagen in der Zwischenzeit Graham Rahal und Ryan Hunter-Reay, die von den zahlreichen Runden unter Gelb profitierten und keinen weiteren Boxenstopp benötigten. Hinter dem Führungsduo lagen Franchitti und Dixon. Wenige Runden vor Schluss kam es bei einem Restart schließlich zu einer Massenkollision, in die fünf Fahrzeuge verwickelt waren.
Während Franchitti in der Zwischenzeit die Führung übernommen hatte, wurde Rahal beim finalen Restart von Hunter-Reay gedreht und fiel ins Mittelfeld zurück. Franchitti gewann schließlich sein viertes Saisonrennen vor Dixon und Hunter-Reay. Sébastien Bourdais, der zu diesem Rennen in die IndyCar Series zurückgekehrt war, erzielte mit einem sechsten Platz seine bis dahin beste Platzierung.
In der Meisterschaft gelang es Franchitti seinen Vorsprung wegen des Ausfalls von Power um 35 Punkte auszubauen.
| Pos. | Nr. | Fahrer              | Team                                | Runden | Zeit         | Start | Führungsrunden |
| ---- | --- | ------------------- | ----------------------------------- | ------ | ------------ | ----- | -------------- |
| 01   | 10  | Dario Franchitti    | Target Chip Ganassi Racing          | 85     | 1:56:32.1501 | 03    | 30             |
| 02   | 09  | Scott Dixon         | Target Chip Ganassi Racing          | 85     | + 0,7345     | 02    | 0              |
| 03   | 28  | Ryan Hunter-Reay    | Andretti Autosport                  | 85     | + 6,0144     | 08    | 0              |
| 04   | 26  | Marco Andretti      | Andretti Autosport                  | 85     | + 7,5671     | 20    | 0              |
| 05   | 14  | Vitor Meira         | A. J. Foyt Enterprises              | 85     | + 9,0117     | 14    | 0              |
| 06   | 19  | Sébastien Bourdais  | Dale Coyne Racing                   | 85     | + 9,3114     | 07    | 0              |
| 07   | 06  | Ryan Briscoe        | Team Penske                         | 85     | + 9,8735     | 10    | 0              |
| 08   | 04  | J. R. Hildebrand    | Panther Racing                      | 85     | + 14,1750    | 22    | 0              |
| 09   | 59  | E. J. Viso          | KV Racing Technology - Lotus        | 85     | + 14,7843    | 18    | 0              |
| 10   | 78  | Simona de Silvestro | Nuclear Clean Air Energy HVM Racing | 85     | + 15,7603    | 17    | 0              |
| 11   | 24  | Ana Beatriz         | Dreyer & Reinbold Racing            | 85     | + 16,8992    | 26    | 0              |
| 12   | 02  | Oriol Servià        | Newman/Haas Racing                  | 85     | + 19,8736    | 06    | 0              |
| 13   | 38  | Graham Rahal        | Service Central Chip Ganassi Racing | 85     | + 21,3123    | 05    | 23             |
| 14   | 06  | James Hinchcliffe   | Newman/Haas Racing                  | 84     | + 1 Runde    | 13    | 0              |
| 15   | 22  | Justin Wilson       | Dreyer & Reinbold Racing            | 83     | + 2 Runden   | 11    | 0              |
| 16   | 08  | Paul Tracy          | Dragon Racing                       | 82     | + 3 Runden   | 24    | 0              |
| 17   | 03  | Hélio Castroneves   | Team Penske                         | 81     | + 4 Runden   | 12    | 0              |
| 18   | 18  | James Jakes         | Dale Coyne Racing                   | 81     | + 4 Runden   | 23    | 0              |
| 19   | 07  | Danica Patrick      | Andretti Autosport                  | 79     | + 6 Runden   | 21    | 0              |
| 20   | 05  | Takuma Satō         | KV Racing Technology - Lotus        | 79     | + 6 Runden   | 19    | 0              |
| 21   | 83  | Charlie Kimball     | Novo Nordisk Chip Ganassi Racing    | 77     | DNF          | 25    | 0              |
| 22   | 27  | Mike Conway         | Andretti Autosport                  | 76     | DNF          | 04    | 0              |
| 23   | 77  | Alex Tagliani       | Sam Schmidt Motorsports             | 71     | DNF          | 09    | 0              |
| 24   | 12  | Will Power          | Team Penske                         | 66     | DNF          | 01    | 32             |
| 25   | 34  | Sebastian Saavedra  | Conquest Racing                     | 43     | DNF          | 15    | 0              |
| 26   | 82  | Tony Kanaan         | KV Racing Technology - Lotus        | 02     | DNF          | 16    | 0              |

Quelle: Datenbank von indycar.com

### 10. Veranstaltung: Edmonton Indy
| Platz | Fahrer             | Team                         | Zeit         |
| ----- | ------------------ | ---------------------------- | ------------ |
| 1     | Will Power         | Team Penske                  | 1:57:22,5177 |
| 2     | Hélio Castroneves  | Team Penske                  | + 0,8089     |
| 3     | Dario Franchitti   | Target Chip Ganassi Racing   | + 1,1735     |
| PP    | Takuma Satō        | KV Racing Technology - Lotus | 1:18,5165    |
| SR    | Sébastien Bourdais | Dale Coyne Racing            | 1:18,9590    |

Streckentyp: temporäre Rennstrecke (Flugplatzkurs)
Das Edmonton Indy auf dem Edmonton City Centre Airport, Edmonton, Alberta, Kanada fand am 24. Juli 2011 statt und ging über eine Distanz von 80 Runden à 3,579 km, was einer Gesamtdistanz von 286,334 km entspricht.
Im Qualifying erzielte zum ersten Mal in dieser Saison auf einem Straßenkurs nicht Will Power die schnellste Runde und erreichte den zweiten Startplatz. Takuma Satō gelang es zum zweiten Mal in der IndyCar Series und darin zum ersten Mal auf einem Straßenkurs die Pole-Position zu erzielen.
Beim Start behielt Satō die Führung vor Power. Im Mittelfeld kam es zu einer Verkettung von Kollisionen. Alex Tagliani verbremste sich und beschädigte den linken Hinterreifen von Graham Rahal, der sich schließlich drehte und mit Paul Tracy kollidierte. Rahal und Tracy schieden aus, Tagliani wurde mit einer Durchfahrtsstrafe belegt. Zur Bergung der zwei Fahrzeuge wurde eine Gelbphase eingeleitet. Beim anschließenden Restart behielt Satō die Führung. Nachdem Satō 18 Runden in Führung gelegen war, nahm er eine Kurve nicht optimal und verlor dabei die Führung an Power. Zudem wurde er von Scott Dixon und wenig später auch von Dario Franchitti überholt.
Wenig später löste eine Kollision zwischen Oriol Servià und Mike Conway, die von Conway verursacht worden war, eine weitere Gelbphase aus. Beide Piloten fuhren weiter. Conway ging, im Gegensatz zu vielen anderen Piloten, nicht an die Box und lag anschließend kurzzeitig in Führung. Beim Restart kam es zu einer Kollision von E. J. Viso und Dixon. Viso fuhr Dixon in dessen Kühler. Dixon musste zu einem Reparaturstopp an die Box und nahm das Rennen anschließend wieder auf. Am Rennende hatte er sechs Runden Rückstand.
In etwa zur Halbzeit des Rennens führte Power das Rennen vor Satō und Ryan Hunter-Reay an. Hunter-Reay unternahm ein gewagtes Überholmanöver gegen Satō und drehte diesen dabei. Zwar konnten beide Piloten weiterfahren, aber Satō fiel infolgedessen eine Runde zurück. Hunter-Reay, der nach dem Rennen seinen Fehler offen zugab, erhielt eine Durchfahrtsstrafe.
An der Spitze des Feldes kam es schließlich kurzzeitig zu einer Dreifachführung des Team Penskes. Power führte mit größerem Vorsprung auf Ryan Briscoe und Hélio Castroneves. Durch die letzten Boxenstopps kam es Verschiebungen im vorderen Feld. Power behielt die Führung vor Castroneves und Briscoe fiel hinter Franchitti auf den vierten Platz zurück. Anschließend gelang es Castroneves und Franchitti auf Power, der nach eigenen Aussagen „viel zu konservativ“ war und Bremsprobleme hatte, den Rückstand auf den Führenden aufzuholen. Zu Überholmanövern kam es aber nicht mehr.
Power gewann somit vor Castroneves, der erstmals in dieser Saison auf dem Podest stand, und Franchitti. Nachdem Briscoe kurz vor Rennende noch einmal nachtanken musste, wurde Tony Kanaan Vierter vor Justin Wilson und Sébastien Bourdais. Bourdais gelang es, die schnellste Rennrunde zu erzielen.
In der Meisterschaft holte Power auf den führenden Franchitti auf.
| Pos. | Nr. | Fahrer              | Team                                | Runden | Zeit         | Start | Führungsrunden |
| ---- | --- | ------------------- | ----------------------------------- | ------ | ------------ | ----- | -------------- |
| 01   | 12  | Will Power          | Team Penske                         | 80     | 1:57:22,5177 | 02    | 57             |
| 02   | 03  | Hélio Castroneves   | Team Penske                         | 80     | + 0,8089     | 09    | 01             |
| 03   | 10  | Dario Franchitti    | Target Chip Ganassi Racing          | 80     | + 1,1735     | 04    | 02             |
| 04   | 82  | Tony Kanaan         | KV Racing Technology - Lotus        | 80     | + 11,1507    | 11    | 0              |
| 05   | 22  | Justin Wilson       | Dreyer & Reinbold Racing            | 80     | + 11,7835    | 15    | 0              |
| 06   | 19  | Sébastien Bourdais  | Dale Coyne Racing                   | 80     | + 12,6681    | 12    | 0              |
| 07   | 28  | Ryan Hunter-Reay    | Andretti Autosport                  | 80     | + 18,0259    | 07    | 0              |
| 08   | 27  | Mike Conway         | Andretti Autosport                  | 80     | + 18,3563    | 20    | 02             |
| 09   | 07  | Danica Patrick      | Andretti Autosport                  | 80     | + 21,0430    | 22    | 0              |
| 10   | 06  | Ryan Briscoe        | Team Penske                         | 80     | + 31,1578    | 06    | 0              |
| 11   | 04  | J. R. Hildebrand    | Panther Racing                      | 80     | + 35,5404    | 24    | 0              |
| 12   | 14  | Vitor Meira         | A. J. Foyt Enterprises              | 80     | + 37,5572    | 14    | 0              |
| 13   | 24  | Ana Beatriz         | Dreyer & Reinbold Racing            | 80     | + 1:07,2455  | 23    | 0              |
| 14   | 26  | Marco Andretti      | Andretti Autosport                  | 80     | + 1:10,2013  | 19    | 0              |
| 15   | 06  | James Hinchcliffe   | Newman/Haas Racing                  | 80     | + 1:11,1179  | 10    | 0              |
| 16   | 34  | Sebastian Saavedra  | Conquest Racing                     | 80     | + 1:15,7811  | 26    | 0              |
| 17   | 77  | Alex Tagliani       | Sam Schmidt Motorsports             | 80     | + 1:15,8866  | 17    | 0              |
| 18   | 18  | James Jakes         | Dale Coyne Racing                   | 80     | + 1:16,1893  | 18    | 0              |
| 19   | 83  | Charlie Kimball     | Novo Nordisk Chip Ganassi Racing    | 79     | + 1 Runde    | 21    | 0              |
| 20   | 59  | E. J. Viso          | KV Racing Technology - Lotus        | 79     | + 1 Runde    | 05    | 0              |
| 21   | 05  | Takuma Satō         | KV Racing Technology - Lotus        | 79     | + 1 Runde    | 01    | 18             |
| 22   | 02  | Oriol Servià        | Newman/Haas Racing                  | 76     | + 4 Runden   | 08    | 0              |
| 23   | 09  | Scott Dixon         | Target Chip Ganassi Racing          | 74     | + 6 Runden   | 03    | 0              |
| 24   | 78  | Simona de Silvestro | Nuclear Clean Air Energy HVM Racing | 54     | DNF          | 16    | 0              |
| 25   | 38  | Graham Rahal        | Service Central Chip Ganassi Racing | 0      | DNF          | 13    | 0              |
| 26   | 08  | Paul Tracy          | Dragon Racing                       | 0      | DNF          | 25    | 0              |

Quelle: Datenbank von indycar.com

### 11. Veranstaltung: Honda Indy 200
| Platz | Fahrer           | Team                       | Zeit         |
| ----- | ---------------- | -------------------------- | ------------ |
| 1     | Scott Dixon      | Target Chip Ganassi Racing | 1:48:46,9509 |
| 2     | Dario Franchitti | Target Chip Ganassi Racing | + 7,6508     |
| 3     | Ryan Hunter-Reay | Andretti Autosport         | + 9,0784     |
| PP    | Scott Dixon      | Target Chip Ganassi Racing | 1:08,0776    |
| SR    | Scott Dixon      | Target Chip Ganassi Racing | 1:09,1271    |

Streckentyp: permanente Rennstrecke
Das Honda Indy 200 auf dem Mid-Ohio Sports Car Course, Morrow County, Ohio, Vereinigte Staaten fand am 7. August 2011 statt und ging über eine Distanz von 85 Runden à 3,634 km, was einer Gesamtdistanz von 308,881 km entspricht.

### 12. Veranstaltung: MoveThatBlock.com Indy 225
| Platz | Fahrer           | Team                       | Zeit         |
| ----- | ---------------- | -------------------------- | ------------ |
| 1     | Ryan Hunter-Reay | Andretti Autosport         | 1:58:01,5843 |
| 2     | Oriol Servià     | Newman/Haas Racing         | + 0,2361     |
| 3     | Scott Dixon      | Target Chip Ganassi Racing | + 1,4839     |
| PP    | Dario Franchitti | Target Chip Ganassi Racing | 43,1976      |
| SR    | Scott Dixon      | Target Chip Ganassi Racing | 22,3481      |

Streckentyp: Ovalkurs (Speedway)
Das MoveThatBlock.com Indy 225 auf dem New Hampshire Motor Speedway, Loudon, New Hampshire, Vereinigte Staaten fand am 14. August 2011 statt und ging über eine Distanz von 225 Runden à 1,650 km, was einer Gesamtdistanz von 354,659 km entspricht.

### 13. Veranstaltung: Indy Grand Prix of Sonoma
| Platz | Fahrer            | Team        | Zeit         |
| ----- | ----------------- | ----------- | ------------ |
| 1     | Will Power        | Team Penske | 1:47:29,7619 |
| 2     | Hélio Castroneves | Team Penske | + 3,2420     |
| 3     | Ryan Briscoe      | Team Penske | + 6,4494     |
| PP    | Will Power        | Team Penske | 1:18,6017    |
| SR    | Will Power        | Team Penske | 1:20,8194    |

Streckentyp: permanente Rennstrecke
Der Indy Grand Prix of Sonoma auf dem Infineon Raceway, Sonoma, Kalifornien, Vereinigte Staaten fand am 28. August 2011 statt und ging über eine Distanz von 75 Runden à 3,706 km, was einer Gesamtdistanz von 277,974 km entspricht.

### 14. Veranstaltung: Baltimore Grand Prix
| Platz | Fahrer       | Team                         | Zeit         |
| ----- | ------------ | ---------------------------- | ------------ |
| 1     | Will Power   | Team Penske                  | 2:02:19,4998 |
| 2     | Oriol Servià | Newman/Haas Racing           | + 10,2096    |
| 3     | Tony Kanaan  | KV Racing Technology - Lotus | + 10,8557    |
| PP    | Will Power   | Team Penske                  | 1:20,2447    |
| SR    | Will Power   | Team Penske                  | 1:21,5992    |

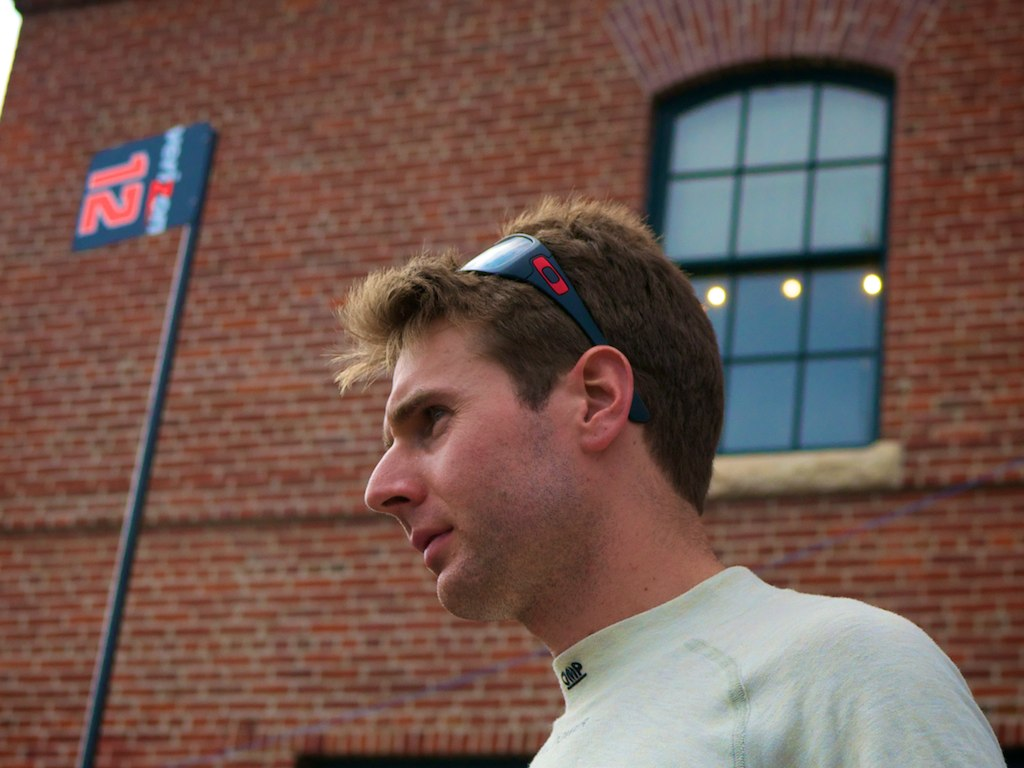
Power verkürzte mit einem Sieg den Rückstand auf Franchitti

Streckentyp: temporäre Rennstrecke (Stadtkurs)
Der Baltimore Grand Prix in den Streets of Baltimore, Baltimore, Maryland, Vereinigte Staaten fand am 4. September 2011 statt und ging über eine Distanz von 75 Runden à 3,283 km, was einer Gesamtdistanz von 246,230 km entspricht.

### 15. Veranstaltung: Indy Japan 300
| Platz | Fahrer          | Team                       | Zeit         |
| ----- | --------------- | -------------------------- | ------------ |
| 1     | Scott Dixon     | Target Chip Ganassi Racing | 1:56:41,0107 |
| 2     | Will Power      | Team Penske                | + 3,4375     |
| 3     | Marco Andretti  | Andretti Autosport         | + 4,4782     |
| PP    | Scott Dixon     | Target Chip Ganassi Racing | 1:38,3918    |
| SR    | Giorgio Pantano | Dreyer & Reinbold Racing   | 1:40,2453    |

Streckentyp: permanente Rennstrecke

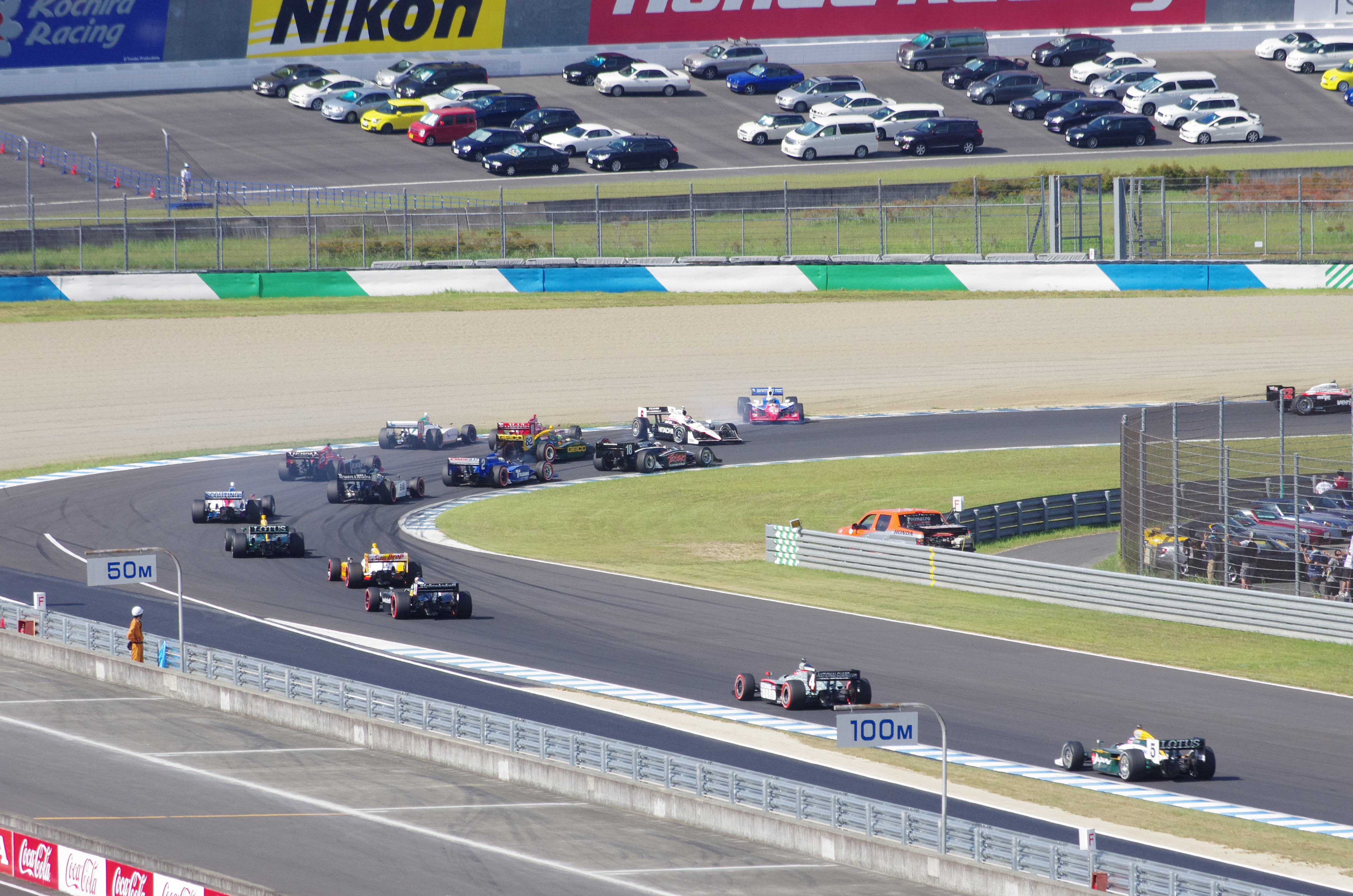
Kurve 1

Das Indy Japan 300 auf dem Twin Ring Motegi, Motegi, Präfektur Tochigi, Japan fand am 18. September 2011 statt und ging über eine Distanz von 63 Runden à 4,801 km, was einer Gesamtdistanz von 302,442 km entspricht.

### 16. Veranstaltung: Kentucky Indy 300
| Platz | Fahrer           | Team                       | Zeit         |
| ----- | ---------------- | -------------------------- | ------------ |
| 1     | Ed Carpenter     | Sarah Fisher Racing        | 1:42:02,7825 |
| 2     | Dario Franchitti | Target Chip Ganassi Racing | + 0,0098     |
| 3     | Scott Dixon      | Target Chip Ganassi Racing | + 0,1048     |
| PP    | Will Power       | Team Penske                | 48,5948      |
| SR    | Ed Carpenter     | Sarah Fisher Racing        | 24,2241      |

Streckentyp: Ovalkurs (Speedway)
Das Kentucky Indy 300 auf dem Kentucky Speedway, Sparta, Kentucky, Vereinigte Staaten fand am 2. Oktober 2011 statt und ging über eine Distanz von 200 Runden à 2,382 km, was einer Gesamtdistanz von 476,366 km entspricht.

### 17. Veranstaltung: IZOD INDYCAR World Championships at Las Vegas
| Platz | Fahrer      | Team                         | Zeit    |
| ----- | ----------- | ---------------------------- | ------- |
| PP    | Tony Kanaan | KV Racing Technology - Lotus | 50,0582 |

Streckentyp: Ovalkurs (Speedway)
Die IZOD INDYCAR World Championships at Las Vegas auf dem Las Vegas Motor Speedway, Las Vegas, Nevada, Vereinigte Staaten, fand am 16. Oktober 2011 statt und sollte ursprünglich über eine Distanz von 200 Runden à 2,485 km gehen, was einer Gesamtdistanz von 496,965 km entspricht. Das Rennen wurde nach einem schweren Massenunfall in der 12. Runde abgebrochen und nicht gewertet.
Für das Saisonfinale war die Teilnahme von bis zu fünf Gaststartern geplant. Falls einer dieser Rennfahrer das Rennen für sich entschieden hätte, hätte er ein Preisgeld in Höhe von 5.000.000 $ erhalten. Da sich keine Gaststarts realisieren ließen, entschied die IndyCar Series, dass Dan Wheldon, der Gewinner des diesjährigen Indianapolis 500, bei den Rennen um das Preisgeld fahren sollte. Er hätte sich die Prämie im Erfolgsfall mit einem zuvor ausgelosten Fan teilen müssen. Wheldon durfte bei diesem Rennen nicht am Qualifying teilnehmen und musste vom letzten Startplatz starten.

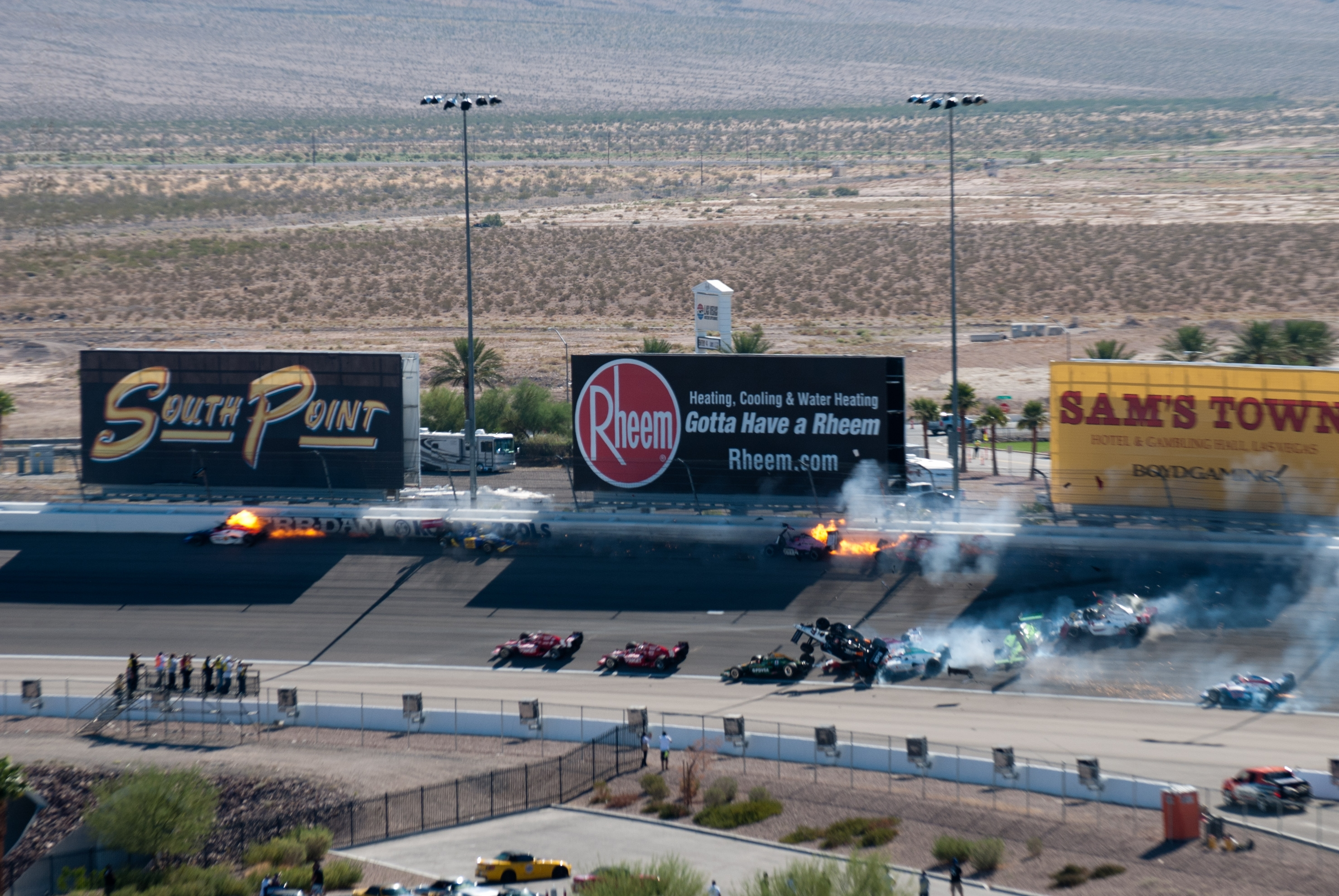
Beim Massenunfall steigt Wheldons Auto (Bildmitte) auf

Pole-Setter Tony Kanaan führte das Rennen vom Start an an. In der zwölften Runde lag er vor Ed Carpenter und Ryan Briscoe. Wheldon hatte zu diesem Zeitpunkt zehn Positionen gut gemacht.

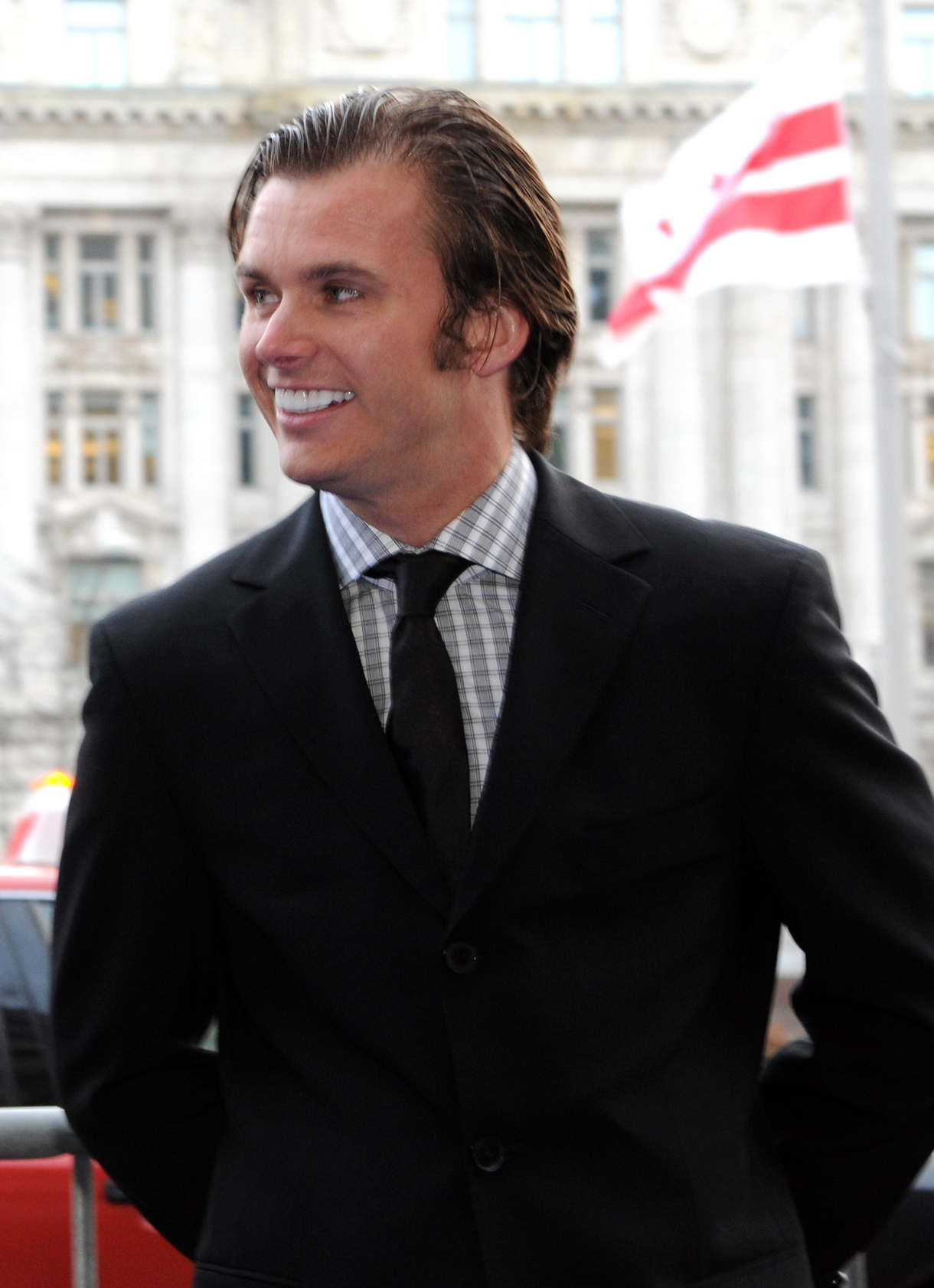
Dan Wheldon (1978–2011)

In ebendieser Runde wurde das Rennen von einem schweren Unfall überschattet, bei dem 15 der 34 gestarteten Piloten miteinander kollidierten. Das Rennen wurde daraufhin zunächst unterbrochen. Auslöser des Unfalls war eine Berührung von James Hinchcliffe und Wade Cunningham. Cunningham verlor aufgrund der Berührung die Kontrolle über sein Fahrzeug und drehte sich. Dabei berührte er J. R. Hildebrand, der kurz abhob. Beide schlugen in die Mauer ein. Hinter den beiden Piloten verlangsamten die Fahrer unterschiedlich stark, wodurch mehrere Folgekollisionen ausgelöst wurden. Dabei hoben mehrere Fahrzeuge ab. Einige in den Unfall verwickelten Autos fingen zudem Feuer. Will Power und Dan Wheldon schlugen, nachdem sie durch die Luft geflogen waren, in die Fangzäune ein. Während Power das Auto aus eigener Kraft verlassen konnte, wurde Wheldon schwer verletzt. An seinem Fahrzeug war insbesondere der Bereich des für die Sicherheit des Fahrers wichtigen Überrollbügels stark beschädigt. Wheldon wurde mit dem Hubschrauber ins Krankenhaus geflogen, wo er kurz darauf verstarb.
Es war der erste Todesfall in der IndyCar Series seit dem Tod von Paul Dana im Warm-Up auf dem Homestead-Miami Speedway am 26. März 2006. Das dortige Rennen gewann damals Wheldon.
Will Power, J.R Hildebrand und Pippa Mann wurden ebenfalls ins Krankenhaus eingeliefert. Power, der über starke Rückenschmerzen geklagt hatte, durfte es noch am selben Tag verlassen, Hildebrand und Mann mussten zur Beobachtung eine Nacht im Krankenhaus bleiben. Bei Power wurde bei einem späteren Arztbesuch ein Kompressionsbruch des vierten Brustwirbels festgestellt. Eine Operation ist nach Medienberichten nicht erforderlich. Mann hat schwere Verbrennungen am kleinen Finger der rechten Hand erlitten, die eine Wiederherstellungsoperation erforderlich machten. Hildebrand zog sich eine Prellung des Brustbeins zu, die nicht weiter behandelt werden musste.
Townsend Bell, Wade Cunningham, James Hinchcliffe, Jay Howard, Charlie Kimball, Alex Lloyd, Vitor Meira, Buddy Rice, Tomas Scheckter, Paul Tracy und E. J. Viso waren ebenfalls in den Unfall verwickelt und kamen zu einer Routinekontrolle ins Krankenhaus. Sie blieben unverletzt.
Bereits im Vorfeld des Rennens gab es Bedenken, da im Training Spitzengeschwindigkeiten von bis zu 360 km/h erreicht wurden. Die schnellste Runde des Rennens wurde von E. J. Viso gefahren und ihre Durchschnittsgeschwindigkeit betrug 225,059 mph (362,197 km/h).
Zu Ehren Wheldons beschlossen die Fahrer und Offiziellen, fünf Ehrenrunden im Gedenken an Wheldon zu absolvieren. Das Rennen wurde nach diesen Runden mit der Zielflagge beendet. Da weniger als 101 Runden absolviert waren, ging das Rennen nicht in die Wertung ein. Franchitti gewann somit zum vierten Mal die Fahrerwertung. Power wurde Zweiter.
Es war das letzte Rennen mit dem 2003 eingeführten Dallara-Chassis. Das neue Chassis, für das Wheldon Entwicklungstestfahrten durchgeführt hatte, soll verbesserte Sicherheitsanforderungen erfüllen.

## Wertungen

### Punktesystem
Die Punkte werden nach folgendem Schema vergeben:
| Position | 1  | 2  | 3  | 4  | 5  | 6  | 7  | 8  | 9  | 10 | 11 | 12 | 13 | 14 | 15 | 16 | 17 | 18 | 19 | 20 | 21 | 22 | 23 | 24 | 25 | 26 | 27 | 28 | 29 | 30 | 31 | 32 | 33 | 34 |
| -------- | -- | -- | -- | -- | -- | -- | -- | -- | -- | -- | -- | -- | -- | -- | -- | -- | -- | -- | -- | -- | -- | -- | -- | -- | -- | -- | -- | -- | -- | -- | -- | -- | -- | -- |
| Punkte   | 50 | 40 | 35 | 32 | 30 | 28 | 26 | 24 | 22 | 20 | 19 | 18 | 17 | 16 | 15 | 14 | 13 | 12 | 12 | 12 | 12 | 12 | 12 | 12 | 10 | 10 | 10 | 10 | 10 | 10 | 10 | 10 | 10 | 10 |

Außerdem gibt es einen Zusatzpunkt für die Pole-Position und zwei zusätzliche Punkte für den Fahrer, der das Rennen die meisten Runden angeführt hat.
Bei den zwei Rennen in Fort Worth wurde ein anderes Punktesystem angewandt:
| Position | 1  | 2  | 3  | 4  | 5  | 6  | 7  | 8  | 9  | 10 | 11 | 12 | 13 | 14 | 15 | 16 | 17 | 18 | 19 | 20 | 21 | 22 | 23 | 24 | 25 | 26 | 27 | 28 | 29 | 30 |
| -------- | -- | -- | -- | -- | -- | -- | -- | -- | -- | -- | -- | -- | -- | -- | -- | -- | -- | -- | -- | -- | -- | -- | -- | -- | -- | -- | -- | -- | -- | -- |
| Punkte   | 25 | 20 | 18 | 16 | 15 | 14 | 13 | 12 | 11 | 10 | 9  | 9  | 8  | 8  | 7  | 7  | 6  | 6  | 6  | 6  | 6  | 6  | 6  | 6  | 5  | 5  | 5  | 5  | 5  | 5  |

Außerdem gab es einen Zusatzpunkt für die Pole-Position im ersten Rennen und je zwei zusätzliche Punkte für den Fahrer, der das Rennen die meisten Runden angeführt hat.
Für das Qualifying zum Indianapolis 500 werden die Punkte wie folgt vergeben:
| Position | 1  | 2  | 3  | 4  | 5  | 6 | 7 | 8 | 9 | 10 | 11 | 12 | 13 | 14 | 15 | 16 | 17 | 18 | 19 | 20 | 21 | 22 | 23 | 24 | 25 | 26 | 27 | 28 | 29 | 30 | 31 | 32 | 33 |
| -------- | -- | -- | -- | -- | -- | - | - | - | - | -- | -- | -- | -- | -- | -- | -- | -- | -- | -- | -- | -- | -- | -- | -- | -- | -- | -- | -- | -- | -- | -- | -- | -- |
| Punkte   | 15 | 13 | 12 | 11 | 10 | 9 | 8 | 7 | 6 | 4  | 4  | 4  | 4  | 4  | 4  | 4  | 4  | 4  | 4  | 4  | 4  | 4  | 4  | 4  | 3  | 3  | 3  | 3  | 3  | 3  | 3  | 3  | 3  |

### Fahrerwertung
| 01   | D. Franchitti   | *1* | 3   | 3   | 4   | 9    | 12   | *1* | 7   | *1* | *5* | 1    | 3   | 2   | *20* | 4   | 4   | 8   | *2* | C   | 573    |
| 02   | W. Power        | 2   | *1* | 10  | *1* | 5    | 14   | 3   | *1* | 4   | 21  | *24* | *1* | 14  | 5    | *1* | *1* | 2   | 19  | C   | 555    |
| 03   | S. Dixon        | 16  | 2   | 18  | 12  | 2    | *5*  | 2   | 2   | 7   | 3   | 2    | 23  | *1* | 3    | 5   | 5   | *1* | 3   | C   | 518    |
| 04   | O. Servià       | 9   | 5   | 6   | 5   | 3    | 6    | 21  | 15  | 3   | 14  | 12   | 22  | 8   | 2    | 11  | 2   | 5   | 6   | C   | 425    |
| 05   | T. Kanaan       | 3   | 6   | 8   | 22  | 23   | 4    | 11  | 5   | 19  | 2   | 26   | 4   | 5   | 22   | 28  | 3   | 17  | 17  | C   | 366    |
| 06   | R. Briscoe      | 18  | 21  | *2* | 3   | 27   | 27   | 6   | 3   | 11  | 6   | 7    | 10  | 16  | 8    | 3   | 14  | 20  | 8   | C   | 364    |
| 07   | R. Hunter‑Reay  | 21  | 14  | 23  | 18  | 34   | 23   | 19  | 9   | 26  | 8   | 3    | 7   | 3   | 1    | 10  | 8   | 24  | 5   | C   | 347    |
| 08   | M. Andretti     | 24  | 4   | 26  | 14  | 28   | 9    | 13  | 6   | 13  | 1   | 4    | 14  | 7   | 24   | 24  | 25  | 3   | 27  | C   | 337    |
| 09   | G. Rahal        | 17  | 18  | 13  | 2   | 30   | 3    | 9   | 30  | 2   | 15  | 13   | 25  | 24  | 26   | 8   | 10  | 12  | 12  | C   | 320    |
| 10   | D. Patrick      | 12  | 17  | 7   | 23  | 26   | 10   | 16  | 8   | 5   | 10  | 19   | 9   | 21  | 6    | 21  | 6   | 11  | 10  | C   | 314    |
| 11   | H. Castroneves  | 20  | 7   | 12  | 21  | 16   | 17   | 10  | 4   | 9   | 7   | 17   | 2   | 19  | 17   | 2   | 17  | 22  | 29  | C   | 312    |
| 12   | J. Hinchcliffe  |     | 24  | 4   | 9   | 13   | 29   | 20  | 19  | 6   | 9   | 14   | 15  | 20  | 4    | 7   | 24  | 15  | 4   | C   | 302    |
| 13   | T. Satō         | 5   | 16  | 21  | 8   | 10   | 33   | 5   | 12  | 8   | 19  | 20   | 21  | 4   | 7    | 18  | 18  | 10  | 15  | C   | 297    |
| 14   | J. Hildebrand   | 11  | 13  | 17  | 10  | 12   | 2    | 23  | 18  | 21  | 4   | 8    | 11  | 25  | 21   | 23  | 19  | 7   | 20  | C   | 296    |
| 15   | A. Tagliani     | 6   | 15  | 5   | 19  | 1    | 28   | 4   | 14  | 18  | 16  | 23   | 17  | 6   | 19   | 20  | 7   | 4   |     | C   | 296    |
| 16   | V. Meira        | 8   | 12  | 9   | 17  | 11   | 15   | 8   | 11  | 24  | 18  | 5    | 12  | 10  | 10   | 22  | 9   | 25  | 16  | C   | 287    |
| 17   | M. Conway       | 23  | 22  | 1   | 6   | 35   | DNQ  | 24  | 17  | 12  | 24  | 22   | 8   | 26  | 25   | 16  | 23  | 9   | 18  | C   | 260    |
| 18   | E. Viso         | 19  | 23  | 25  | 13  | 18   | 32   | 7   | 10  | 20  | 17  | 9    | 20  | 15  | 12   | 9   | 15  | 21  | 23  | C   | 241    |
| 19   | C. Kimball      | 22  | 10  | 24  | 16  | 29   | 13   | 30  | 23  | 14  | 22  | 21   | 19  | 11  | 9    | 26  | 21  | 23  | 13  | C   | 233    |
| 20   | S. de Silvestro | 4   | 9   | 20  | 20  | 24   | 31   | 26  | 27  | 25  | 26  | 10   | 24  | 12  | 16   | WD  | 12  | 14  | 25  | C   | 225    |
| 21   | A. Beatriz      | 14  | INJ | 19  | 24  | 33   | 21   | 22  | 22  | 17  | 23  | 11   | 13  | 17  | 14   | 13  | 16  | 19  | 24  | C   | 212    |
| 22   | J. Jakes        | 15  | 25  | 15  | 15  | 37   | DNQ  | 25  | 28  | 15  | 25  | 18   | 18  | 23  | 18   | 19  | 27  | 13  | 21  | C   | 189    |
| 23   | S. Bourdais     | 25  | 11  | 27  | 26  |      |      |     |     |     |     | 6    | 6   | 9   |      | 6   | 28  | 6   |     |     | 188    |
| 24   | J. Wilson       | 10  | 19  | 22  | 7   | 20   | 16   | 17  | 21  | 10  | 12  | 15   | 5   | WD  | INJ  | INJ | INJ | INJ | INJ | INJ | 183    |
| 25   | S. Saavedra     | 13  | 26  | 14  | 11  | 38   | DNQ  | 28  | 29  | 23  | 20  | 25   | 16  | 27  | 15   | 14  | 13  |     |     | C   | 178    |
| 26   | E. Carpenter    |     |     |     |     | 8    | 11   | 18  | 16  | 16  | 11  |      |     | 22  | 11   | 25  | 20  |     | 1   | C   | 175    |
| 27   | A. Lloyd        |     |     |     |     | 31   | 19   | 14  | 24  | 22  | 13  |      |     |     | 13   |     |     |     | 26  | C   | 85     |
| 28   | D. Wheldon      |     |     |     |     | 6    | 1    |     |     |     |     |      |     |     |      |     |     |     | 14  | C   | 75     |
| 29   | P. Tracy        |     |     | 16  |     | 25   | 25   | 12  | 13  |     |     | 16   | 26  |     |      |     |     |     |     | C   | 68     |
| 30   | R. Matos        | 7   | 20  | 11  | 25  | 36   | DNQ  |     |     |     |     |      |     |     |      |     |     |     |     |     | 67     |
| 31   | S. Pagenaud     |     | 8   |     |     |      |      |     |     |     |     |      |     | 13  |      | 15  |     |     |     |     | 56     |
| 32   | T. Scheckter    |     |     |     |     | 22   | 8    |     |     |     |     |      |     |     | 23   |     | 22  |     |     | C   | 52     |
| 33   | M. Plowman      |     |     |     |     |      |      |     |     |     |     |      |     | 18  |      | 12  | 11  |     |     |     | 49     |
| 34   | B. Rice         |     |     |     |     | 7    | 18   |     |     |     |     |      |     |     |      |     |     |     | 9   | C   | 42     |
| 35   | T. Bell         |     |     |     |     | 4    | 26   |     |     |     |     |      |     |     |      |     |     |     | 11  | C   | 40     |
| 36   | G. Pantano      |     |     |     |     |      |      |     |     |     |     |      |     |     |      | 17  | 26  | 16  |     |     | 37     |
| 37   | W. Cunningham   |     |     |     |     |      |      | 29  | 26  |     |     |      |     |     |      |     |     |     | 7   | C   | 36     |
| 38   | P. Mann         |     |     |     |     | 32   | 20   |     |     |     |     |      |     |     | 27   | INJ | INJ | INJ | 22  | C   | 32     |
| 39   | B. Baguette     |     |     |     |     | 14   | 7    |     |     |     |     |      |     |     |      |     |     |     |     |     | 30     |
| 40   | J. Howard       |     |     |     |     | 21   | 30   | 15  | 20  |     |     |      |     |     |      |     |     |     |     | C   | 27     |
| 41   | D. Hamilton     |     |     |     |     | 15   | 24   | 27  | 25  |     |     |      |     |     |      |     |     |     |     | C   | 26     |
| 42   | J. Andretti     |     |     |     |     | 17   | 22   |     |     |     |     |      |     |     |      |     |     |     |     |     | 16     |
| 43   | H. Mutoh        |     |     |     |     |      |      |     |     |     |     |      |     |     |      |     |     | 18  |     |     | 12     |
| 44   | J. de Oliveira  |     |     |     |     |      |      |     |     |     |     |      |     |     |      |     |     | 26  |     |     | 10     |
| 45   | H. Tung         |     |     |     |     | 39   | DNQ  |     |     |     |     |      |     |     |      | 27  |     |     |     |     | 10     |
| 46   | D. Battistini   |     |     |     |     |      |      |     |     |     |     |      |     |     |      |     |     |     | 28  |     | 10     |
| 47   | B. Junqueira    |     |     |     |     | 19   | WD   |     |     |     |     |      |     |     |      |     |     |     |     |     | 4      |
| —    | P. Carpentier   |     |     |     |     | WD   | DNQ  |     |     |     |     |      |     |     |      |     |     |     |     |     | 0      |
| —    | S. Speed        |     |     |     |     | WD   | DNQ  |     |     |     |     |      |     |     |      |     |     |     |     |     | 0      |
| Pos. | Fahrer          | stP | ALA | LBH | SAO | INDY | INDY | TXS | TXS | MIL | IOW | TOR  | EDM | MDO | NHA  | SNM | BAL | MOT | KTY | LVS | Punkte |

| Farbe      | Bedeutung                                          |
| ---------- | -------------------------------------------------- |
| Gold       | Sieger                                             |
| Silber     | 2. Platz                                           |
| Bronze     | 3. Platz                                           |
| Grün       | 4. und 5. Platz                                    |
| Hellblau   | 6. bis 10. Platz                                   |
| Dunkelblau | Rennen beendet (außerhalb der ersten zehn Piloten) |
| Violett    | Rennen nicht beendet                               |
| Rot        | nicht qualifiziert (DNQ)                           |
| Schwarz    | disqualifiziert (DSQ)                              |
| Weiß       | nicht am Start (DNS)                               |
| Weiß       | zurückgezogen (WD)                                 |
| Weiß       | Rennen abgesagt (C)                                |
| Blanko     | nicht teilgenommen                                 |
| Blanko     | nicht erschienen (DNA)                             |
| Blanko     | verletzt oder krank (INJ)                          |
| Blanko     | ausgeschlossen (EX)                                |

| Weitere Notation   |                                  |
| Fett               | Pole-Position (1 Punkt)          |
| Kursiv             | Schnellste Rennrunde             |
| *                  | Meiste Führungsrunden (2 Punkte) |
| Rookie of the Year |                                  |
| Rookie             |                                  |

| Farbe      | Bedeutung          |
| ---------- | ------------------ |
| Gold       | Pole-Position      |
| Silber     | 2. Platz           |
| Bronze     | 3. Platz           |
| Grün       | 4. bis 9. Platz    |
| Hellblau   | 10. bis 24. Platz  |
| Dunkelblau | 25. bis 33. Platz  |
| Rot        | nicht qualifiziert |

| Farbe      | Bedeutung                                          |
| ---------- | -------------------------------------------------- |
| Gold       | Sieger                                             |
| Silber     | 2. Platz                                           |
| Bronze     | 3. Platz                                           |
| Grün       | 4. und 5. Platz                                    |
| Hellblau   | 6. bis 10. Platz                                   |
| Dunkelblau | Rennen beendet (außerhalb der ersten zehn Piloten) |
| Violett    | Rennen nicht beendet                               |
| Rot        | nicht qualifiziert (DNQ)                           |
| Schwarz    | disqualifiziert (DSQ)                              |
| Weiß       | nicht am Start (DNS)                               |
| Weiß       | zurückgezogen (WD)                                 |
| Weiß       | Rennen abgesagt (C)                                |
| Blanko     | nicht teilgenommen                                 |
| Blanko     | nicht erschienen (DNA)                             |
| Blanko     | verletzt oder krank (INJ)                          |
| Blanko     | ausgeschlossen (EX)                                |

| Weitere Notation   |                                  |
| Fett               | Pole-Position (1 Punkt)          |
| Kursiv             | Schnellste Rennrunde             |
| *                  | Meiste Führungsrunden (2 Punkte) |
| Rookie of the Year |                                  |
| Rookie             |                                  |

| Farbe      | Bedeutung          |
| ---------- | ------------------ |
| Gold       | Pole-Position      |
| Silber     | 2. Platz           |
| Bronze     | 3. Platz           |
| Grün       | 4. bis 9. Platz    |
| Hellblau   | 10. bis 24. Platz  |
| Dunkelblau | 25. bis 33. Platz  |
| Rot        | nicht qualifiziert |

- Das Saisonfinale auf dem Las Vegas Motor Speedway wurde nach einem Massenunfall, in dem 15 von 34 Autos verwickelt waren, abgebrochen. Dan Wheldon erlitt bei diesem Unfall tödliche Verletzungen.

### A.J.-Foyt-Trophäe
Die A.J.-Foyt-Trophäe wurde an den erfolgreichsten Piloten auf den Ovalkursen vergeben. Bis auf das Saisonfinale gingen alle Ergebnisse auf den Ovalkursen in die Wertung ein.
| Pos. | Fahrer            | Punkte |
| ---- | ----------------- | ------ |
| 1.   | Scott Dixon       | 216    |
| 2.   | Dario Franchitti  | 206    |
| 3.   | Oriol Servià      | 172    |
| 4.   | Will Power        | 158    |
| 5.   | Ryan Hunter-Reay  | 143    |
| 6.   | Ed Carpenter      | 141    |
| 7.   | Ryan Briscoe      | 140    |
| 8.   | James Hinchcliffe | 140    |
| 9.   | Danica Patrick    | 140    |
| 10.  | Tony Kanaan       | 137    |
| 11.  | Graham Rahal      | 137    |
| 12.  | Marco Andretti    | 134    |
| 13.  | J. R. Hildebrand  | 124    |

| Pos. | Fahrer              | Punkte |
| ---- | ------------------- | ------ |
| 14.  | Takuma Satō         | 116    |
| 15.  | Hélio Castroneves   | 114    |
| 16.  | Vitor Meira         | 98     |
| 17.  | Charlie Kimball     | 98     |
| 18.  | E. J. Viso          | 92     |
| 19.  | Alex Tagliani       | 88     |
| 20.  | Alex Lloyd          | 85     |
| 21.  | Ana Beatriz         | 80     |
| 22.  | Dan Wheldon         | 75     |
| 23.  | Justin Wilson       | 68     |
| 24.  | Mike Conway         | 64     |
| 25.  | Simona de Silvestro | 63     |
| 26.  | James Jakes         | 59     |

| Pos. | Fahrer             | Punkte |
| ---- | ------------------ | ------ |
| 27.  | Sebastian Saavedra | 49     |
| 28.  | Buddy Rice         | 42     |
| 29.  | Tomas Scheckter    | 40     |
| 30.  | Townsend Bell      | 40     |
| 31.  | Wade Cunningham    | 36     |
| 32.  | Pippa Mann         | 32     |
| 33.  | Bertrand Baguette  | 30     |
| 34.  | Paul Tracy         | 30     |
| 35.  | Jay Howard         | 27     |
| 36.  | Davey Hamilton     | 26     |
| 37.  | John Andretti      | 16     |
| 38.  | Dillon Battistini  | 10     |
| 39.  | Bruno Junqueira    | 4      |

### Mario-Andretti-Trophäe
Die Mario-Andretti-Trophäe wurde an den erfolgreichsten Piloten auf den Rundkursen vergeben. Alle Ergebnisse auf den Rundkursen gingen in die Wertung ein.
| Pos. | Fahrer            | Punkte |
| ---- | ----------------- | ------ |
| 1.   | Will Power        | 397    |
| 2.   | Dario Franchitti  | 367    |
| 3.   | Scott Dixon       | 302    |
| 4.   | Oriol Servià      | 253    |
| 5.   | Tony Kanaan       | 229    |
| 6.   | Ryan Briscoe      | 224    |
| 7.   | Alex Tagliani     | 208    |
| 8.   | Ryan Hunter-Reay  | 204    |
| 9.   | Marco Andretti    | 201    |
| 10.  | Hélio Castroneves | 198    |
| 11.  | Mike Conway       | 196    |
| 12.  | Vitor Meira       | 189    |

| Pos. | Fahrer              | Punkte |
| ---- | ------------------- | ------ |
| 13.  | Sébastien Bourdais  | 188    |
| 14.  | Graham Rahal        | 183    |
| 15.  | Takuma Satō         | 181    |
| 16.  | Danica Patrick      | 174    |
| 17.  | J. R. Hildebrand    | 172    |
| 18.  | James Hinchcliffe   | 162    |
| 19.  | Simona de Silvestro | 162    |
| 20.  | E. J. Viso          | 149    |
| 21.  | Charlie Kimball     | 135    |
| 22.  | Ana Beatriz         | 132    |
| 23.  | James Jakes         | 130    |
| 24.  | Sebastian Saavedra  | 129    |

| Pos. | Fahrer                 | Punkte |
| ---- | ---------------------- | ------ |
| 25.  | Justin Wilson          | 115    |
| 26.  | Raphael Matos          | 67     |
| 27.  | Simon Pagenaud         | 56     |
| 28.  | Martin Plowman         | 49     |
| 29.  | Paul Tracy             | 38     |
| 30.  | Giorgio Pantano        | 37     |
| 31.  | Ed Carpenter           | 34     |
| 32.  | Hideki Mutoh           | 12     |
| 33.  | Tomas Scheckter        | 12     |
| 34.  | João Paulo de Oliveira | 10     |
| 35.  | Ho-Pin Tung            | 10     |